# Letnie Igrzyska Olimpijskie 2020
XXXII Letnie Igrzyska Olimpijskie (oficjalnie Igrzyska XXXII Olimpiady) – multidyscyplinarne zawody sportowe, które odbyły się w stolicy Japonii – Tokio w 2021 roku. Gospodarz igrzysk został wybrany 7 września 2013 roku podczas 125. Sesji MKOl w Buenos Aires. Tokio było już gospodarzem letnich igrzysk w 1964 roku.
Z powodu pandemii COVID-19 prezydent Międzynarodowego Komitetu Olimpijskiego Thomas Bach oraz premier Japonii Shinzō Abe postanowili przełożyć igrzyska na później niż rok 2020, ale nie później niż lato 2021, zaś stara nazwa igrzysk została zachowana. 30 marca 2020 Międzynarodowy Komitet Olimpijski poinformował, że igrzyska odbędą się w dniach 23 lipca – 8 sierpnia 2021.

## Hasło
Zjednoczeni Emocjami (ang. United by Emotion). Podczas igrzysk używane było wyłącznie angielskie motto – nie ma japońskiego odpowiednika.

## Miasta aplikujące

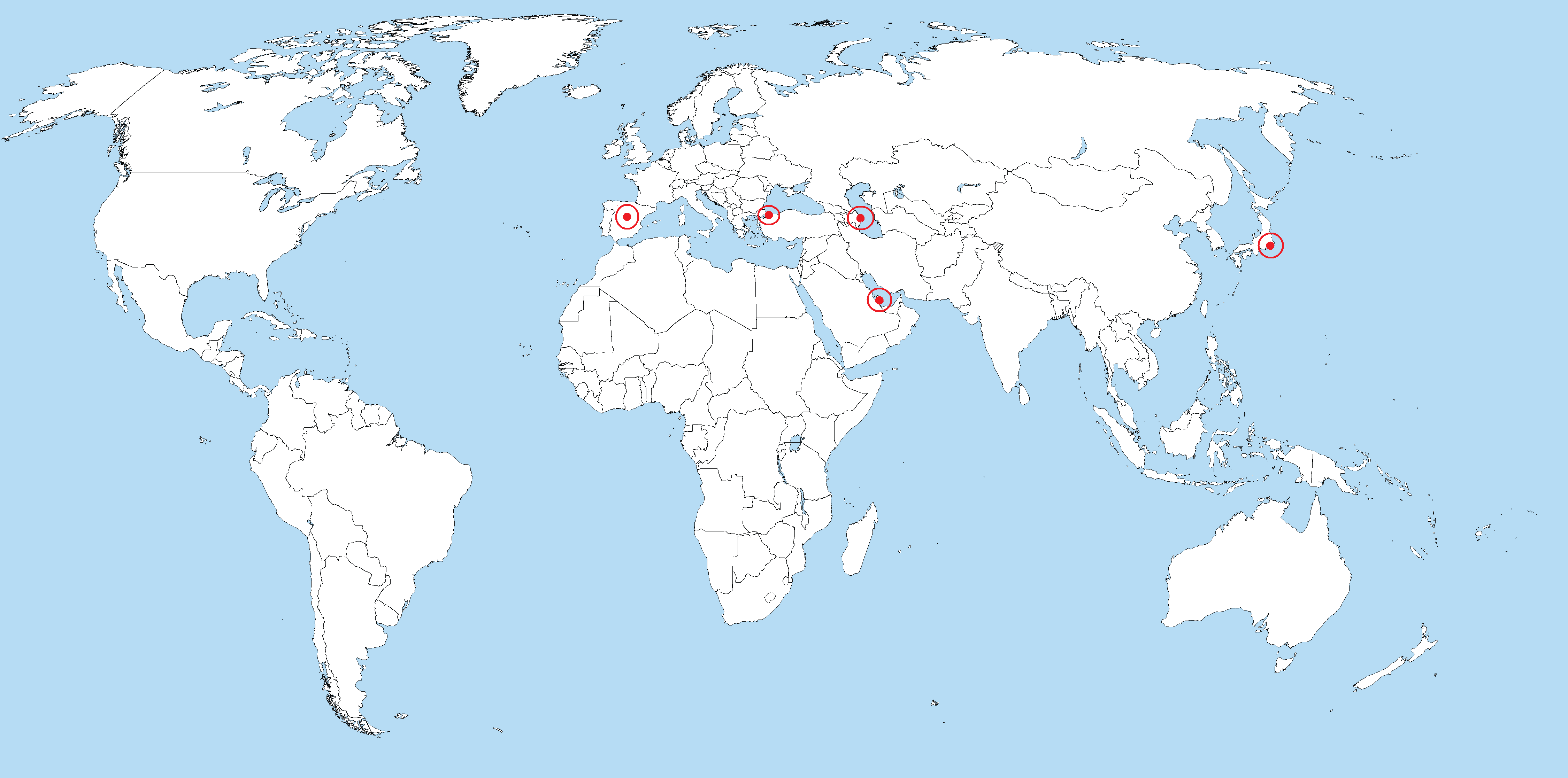
Lokalizacje miast aplikujących

- Doha

W sierpniu 2011 ogłoszono, że Katar ponownie będzie ubiegał się o goszczenie igrzysk olimpijskich.
- Baku

Stolica Azerbejdżanu bezskutecznie walczyła o organizację igrzysk olimpijskich w roku 2016. 1 września 2011 Baku potwierdziło kandydowanie do organizacji igrzysk w roku 2020.
- Madryt

Stolica Hiszpanii 1 czerwca 2011 została nominowana przez Hiszpański Komitet Olimpijski jako kandydat do organizacji igrzysk w 2020 roku.
- Tokio

Japoński Komitet Olimpijski 16 lipca 2011 nominował Tokio jako kandydata do organizacji Igrzysk Olimpijskich w 2020 roku.
- Stambuł

Stambuł bezskutecznie od kilkunastu lat stara się o możliwość goszczenia igrzysk olimpijskich (dotychczas przegrał już cztery razy). Tureckie władze zapewniają jednak, że będą stawały do olimpijskiego wyścigu aż do skutku, czyli do momentu powierzenia Turcji praw do organizacji letnich igrzysk olimpijskich. W związku z tym postanowiono, że Stambuł będzie walczył o możliwość goszczenia igrzysk w roku 2020. Jako kandydat został nominowany 7 lipca 2011.

## Aplikacje anulowane
- Rzym

Stolica Włoch przegrała z Atenami walkę o organizację igrzysk w roku 2004 stosunkiem głosów 66:41. Zdecydowano jednak, że Wieczne Miasto będzie starało się wygrać wyścig o organizację igrzysk olimpijskich w roku 2020. 19 maja 2010 Rzym został wytypowany przez Włoski Narodowy Komitet Olimpijski jako kandydat do organizacji Igrzysk Olimpijskich w 2020 roku. Rząd Włoch wycofał kandydaturę Rzymu stwierdzając, że nie byłoby odpowiedzialne korzystanie z pieniędzy w „obecnym stanie Włoch”.

## Wybór organizatora
23 maja 2012 obradujący w Québecu Komitet Wykonawczy Międzynarodowego Komitetu Olimpijskiego dopuścił do finału trzy kandydatury.
| Państwo   | Miasto  |
| --------- | ------- |
| Hiszpania | Madryt  |
| Japonia   | Tokio   |
| Turcja    | Stambuł |

### Bukmacherzy i ocena szans
Zdania wśród bukmacherów były podzielone, natomiast ogólnie najmniejsze szanse typowane były dla Madrytu (prawdopodobnie wynikało to z faktu, że Europa miała swoje igrzyska w 2012, czyli dwa poprzednie, a Hiszpania została  potraktowana jako kraj potencjalnego kryzysu, poza tym względnie niedawno, w okresie jednego pokolenia były tam igrzyska). Dość zbliżone szanse były oceniane dla Japonii i Turcji, aczkolwiek wskazanie było w wielu wypadkach na Japonię. Wynikać to mogło z faktu położenia częściowego Turcji w Europie oraz Azji (igrzyska przed Londynem). Dodatkowo Turcja regularnie miała odrzucane kandydatury, mimo budowy wielu obiektów już w początkach XXI wieku. Z drugiej strony generalnie MKOL nie ma sztywnych kryteriów przydzielania igrzysk, a decyzja zależy wyłącznie od zdania danego delegata.

### Finał
Decyzja o wyborze Tokio jako miasta organizującego igrzyska olimpijskie w 2020 roku zapadła 7 września 2013 roku na 125. Sesji Międzynarodowego Komitetu Olimpijskiego w Buenos Aires. Członkowie MKOl-u wybrali spośród 3 kandydujących miast:
| Wybory organizatora Letnich Igrzysk Olimpijskich w 2020 | Wybory organizatora Letnich Igrzysk Olimpijskich w 2020 | Wybory organizatora Letnich Igrzysk Olimpijskich w 2020 | Wybory organizatora Letnich Igrzysk Olimpijskich w 2020 | Wybory organizatora Letnich Igrzysk Olimpijskich w 2020 | Wybory organizatora Letnich Igrzysk Olimpijskich w 2020 |
| ------------------------------------------------------- | ------------------------------------------------------- | ------------------------------------------------------- | ------------------------------------------------------- | ------------------------------------------------------- | ------------------------------------------------------- |
| Miasto                                                  | Państwo                                                 | Runda 1                                                 | Dogrywka                                                | Runda 2                                                 |                                                         |
| Tokio                                                   | Japonia                                                 | 42                                                      | –                                                       | 60                                                      |                                                         |
| Stambuł                                                 | Turcja                                                  | 26                                                      | 49                                                      | 36                                                      |                                                         |
| Madryt                                                  | Hiszpania                                               | 26                                                      | 45                                                      | –                                                       |                                                         |

## Dyscypliny sportowe
Uczestnicy Letnich Igrzysk Olimpijskich 2020 rywalizowali w 33 dyscyplinach.
12 lutego 2013 MKOl podjął decyzje o usunięciu zapasów z programu igrzysk olimpijskich 2020, lecz decyzja o pozostaniu tej dyscypliny w programie igrzysk miała zapaść na 125. sesji MKOl.
8 września 2013 podczas 125. sesji MKOl zdecydowano o pozostawieniu zapasów w programie igrzysk olimpijskich (za pozostawieniem zapasów opowiedziało się 49 członków MKOl).
3 sierpnia 2016 podczas 129. sesji MKOl podjęto decyzję o przywróceniu baseballu i softballu, które po igrzyskach w Pekinie zostały usunięte z programu olimpijskiego. Postanowiono również o dodaniu czterech nowych dyscyplin takich jak: karate, skateboarding, surfing oraz wspinaczka sportowa. W nowych dyscyplinach zostało rozdane 18 zestawów medali – 8 w karate, 4 w skateboardingu i po 2 we wspinaczce, surfingu oraz baseballu/softballu.
9 czerwca 2017 podjęto decyzję o dołączeniu (i rozdaniu medali) w koszykówce ulicznej (3x3).

## Kalendarz
Zgodnie z pierwotnym harmonogramem rywalizacje sportowe podczas Letnich Igrzysk Olimpijskich 2020 miały się rozpocząć 22 lipca i zakończyć 9 sierpnia 2020 roku. W związku z podjętą decyzją o przełożeniu igrzysk na rok 2021 wszystkie wydarzenia olimpijskie zostały przesunięte o dokładnie 364 dni. Takie rozwiązanie pozwoliło zachować oryginalny układ dni tygodnia dla poszczególnych rywalizacji. W konsekwencji nowy harmonogram igrzysk ustalono na 21 lipca – 8 sierpnia 2021 roku, a ceremonia ich otwarcia odbyła się 23 lipca.
| CO | Ceremonia otwarcia | ● | Rozgrywane zawody | 1 | Finały | CZ | Ceremonia zamknięcia |

| Lipiec/Sierpień 2021   | Lipiec/Sierpień 2021   | 21 Śr. | 22 Cz. | 23 Pt. | 24 Sb. | 25 Nd. | 26 Pn. | 27 Wt. | 28 Śr. | 29 Cz. | 30 Pt. | 31 Sb. | 1 Nd. | 2 Pn. | 3 Wt. | 4 Śr. | 5 Cz. | 6 Pt. | 7 Sb. | 8 Nd. | Konkurencje |
| ---------------------- | ---------------------- | ------ | ------ | ------ | ------ | ------ | ------ | ------ | ------ | ------ | ------ | ------ | ----- | ----- | ----- | ----- | ----- | ----- | ----- | ----- | ----------- |
| Ceremonie              | Ceremonie              |        |        | CO     |        |        |        |        |        |        |        |        |       |       |       |       |       |       |       | CZ    |             |
| Badminton              | Badminton              |        |        |        | ●      | ●      | ●      | ●      | ●      | ●      | 1      | 1      | 1     | 2     |       |       |       |       |       |       | 5           |
| Baseball               | Baseball               |        |        |        |        |        |        |        | ●      | ●      | ●      | ●      | ●     | ●     | ●     | ●     | ●     |       | 1     |       | 1           |
| Boks                   | Boks                   |        |        |        | ●      | ●      | ●      | ●      | ●      | ●      | ●      | ●      | ●     |       | 2     | 1     | 1     | 1     | 4     | 4     | 13          |
| Gimnastyka             | Artystyczna            |        |        |        |        |        |        |        |        |        |        |        |       |       |       |       |       | ●     | 1     | 1     | 18          |
| Gimnastyka             | Trampolina             |        |        |        |        |        |        |        |        |        | 1      | 1      |       |       |       |       |       |       |       |       | 18          |
| Gimnastyka             | Sportowa               |        |        |        | ●      | ●      | 1      | 1      | 1      | 1      |        |        | 4     | 3     | 3     | gala  |       |       |       |       | 18          |
| Golf                   | Golf                   |        |        |        |        |        |        |        |        | ●      | ●      | ●      | 1     |       |       | ●     | ●     | ●     | 1     |       | 2           |
| Hokej na trawie        | Hokej na trawie        |        |        |        | ●      | ●      | ●      | ●      | ●      | ●      | ●      | ●      | ●     | ●     | ●     | ●     | 1     | 1     |       |       | 2           |
| Jeździectwo            | Jeździectwo            |        |        |        | ●      | ●      |        | 1      | 1      |        | ●      | ●      | ●     | 2     | ●     | 1     |       | ●     | 1     |       | 6           |
| Judo                   | Judo                   |        |        |        | 2      | 2      | 2      | 2      | 2      | 2      | 2      | 1      |       |       |       |       |       |       |       |       | 15          |
| Kajakarstwo            | Górskie                |        |        |        |        | ●      | 1      | 1      | ●      | 1      | 1      |        |       |       |       |       |       |       |       |       | 16          |
| Kajakarstwo            | Klasyczne              |        |        |        |        |        |        |        |        |        |        |        |       | ●     | 4     | ●     | 4     | ●     | 4     |       | 16          |
| Karate                 | Karate                 |        |        |        |        |        |        |        |        |        |        |        |       |       |       |       | 3     | 3     | 2     |       | 8           |
| Kolarstwo              | BMX                    |        |        |        |        |        |        |        |        | ●      | 2      | ●      | 2     |       |       |       |       |       |       |       | 22          |
| Kolarstwo              | Górskie                |        |        |        |        |        | 1      | 1      |        |        |        |        |       |       |       |       |       |       |       |       | 22          |
| Kolarstwo              | Szosowe                |        |        |        | 1      | 1      |        |        | 2      |        |        |        |       |       |       |       |       |       |       |       | 22          |
| Kolarstwo              | Torowe                 |        |        |        |        |        |        |        |        |        |        |        |       | 1     | 2     | 1     | 2     | 2     | 1     | 3     | 22          |
| Koszykówka             | Klasyczna              |        |        |        |        | ●      | ●      | ●      | ●      | ●      | ●      | ●      | ●     | ●     | ●     | ●     | ●     | ●     | 1     | 1     | 4           |
| Koszykówka             | 3×3                    |        |        |        | ●      | ●      | ●      | ●      | 2      |        |        |        |       |       |       |       |       |       |       |       | 4           |
| Lekkoatletyka          | Lekkoatletyka          |        |        |        |        |        |        |        |        |        | 2      | 3      | 5     | 5     | 6     | 5     | 7     | 7     | 7     | 1     | 48          |
| Łucznictwo             | Łucznictwo             |        |        | ●      | 1      | 1      | 1      | ●      | ●      | ●      | 1      | 1      |       |       |       |       |       |       |       |       | 5           |
| Pięciobój nowoczesny   | Pięciobój nowoczesny   |        |        |        |        |        |        |        |        |        |        |        |       |       |       |       | ●     | 1     | 1     |       | 2           |
| Piłka nożna            | Piłka nożna            | ●      | ●      |        | ●      | ●      |        | ●      | ●      |        | ●      | ●      |       | ●     | ●     |       | ●     | 1     | 1     |       | 2           |
| Piłka ręczna           | Piłka ręczna           |        |        |        | ●      | ●      | ●      | ●      | ●      | ●      | ●      | ●      | ●     | ●     | ●     | ●     | ●     | ●     | 1     | 1     | 2           |
| Piłka wodna            | Piłka wodna            |        |        |        | ●      | ●      | ●      | ●      | ●      | ●      | ●      | ●      | ●     | ●     | ●     | ●     | ●     | ●     | 1     | 1     | 2           |
| Pływanie               | Pływanie               |        |        |        | ●      | 4      | 4      | 4      | 5      | 5      | 4      | 4      | 5     |       |       | 1     | 1     |       |       |       | 37          |
| Pływanie synchroniczne | Pływanie synchroniczne |        |        |        |        |        |        |        |        |        |        |        |       | ●     | ●     | 1     |       | ●     | 1     |       | 2           |
| Podnoszenie ciężarów   | Podnoszenie ciężarów   |        |        |        | 1      | 2      | 1      | 2      | 1      |        |        | 2      | 1     | 2     | 1     | 1     |       |       |       |       | 14          |
| Rugby 7                | Rugby 7                |        |        |        |        |        | ●      | ●      | 1      | ●      | ●      | 1      |       |       |       |       |       |       |       |       | 2           |
| Siatkówka              | Halowa                 |        |        |        | ●      | ●      | ●      | ●      | ●      | ●      | ●      | ●      | ●     | ●     | ●     | ●     | ●     | ●     | 1     | 1     | 4           |
| Siatkówka              | Plażowa                |        |        |        | ●      | ●      | ●      | ●      | ●      | ●      | ●      | ●      | ●     | ●     | ●     | ●     | ●     | 1     | 1     |       | 4           |
| Skateboarding          | Skateboarding          |        |        |        |        | 1      | 1      |        |        |        |        |        |       |       |       | 1     | 1     |       |       |       | 4           |
| Skoki do wody          | Skoki do wody          |        |        |        |        | 1      | 1      | 1      | 1      |        | ●      | ●      | 1     | ●     | 1     | ●     | 1     | ●     | 1     |       | 8           |
| Softball               | Softball               | ●      | ●      |        | ●      | ●      | ●      | 1      |        |        |        |        |       |       |       |       |       |       |       |       | 1           |
| Surfing                | Surfing                |        |        |        |        | ●      | ●      | ●      | 2      |        |        |        |       |       |       |       |       |       |       |       | 2           |
| Strzelectwo            | Strzelectwo            |        |        |        | 2      | 2      | 2      | 2      | ●      | 2      | 1      | 2      | ●     | 2     |       |       |       |       |       |       | 15          |
| Szermierka             | Szermierka             |        |        |        | 2      | 2      | 2      | 1      | 1      | 1      | 1      | 1      | 1     |       |       |       |       |       |       |       | 12          |
| Taekwondo              | Taekwondo              |        |        |        | 2      | 2      | 2      | 2      |        |        |        |        |       |       |       |       |       |       |       |       | 8           |
| Tenis stołowy          | Tenis stołowy          |        |        |        | ●      | ●      | 1      | ●      | ●      | 1      | 1      |        | ●     | ●     | ●     | ●     | 1     | 1     |       |       | 5           |
| Tenis ziemny           | Tenis ziemny           |        |        |        | ●      | ●      | ●      | ●      | ●      | ●      | 1      | 1      | 3     |       |       |       |       |       |       |       | 5           |
| Triathlon              | Triathlon              |        |        |        |        |        | 1      | 1      |        |        |        | 1      |       |       |       |       |       |       |       |       | 3           |
| Wioślarstwo            | Wioślarstwo            |        |        | ●      | ●      | ●      | ●      | 2      | 4      | 4      | 4      |        |       |       |       |       |       |       |       |       | 14          |
| Wspinaczka sportowa    | Wspinaczka sportowa    |        |        |        |        |        |        |        |        |        |        |        |       |       | ●     | ●     | 1     | 1     |       |       | 2           |
| Zapasy                 | Zapasy                 |        |        |        |        |        |        |        |        |        |        |        | ●     | 3     | 3     | 3     | 3     | 3     | 3     |       | 18          |
| Żeglarstwo             | Żeglarstwo             |        |        |        |        |        | ●      | ●      | ●      | ●      | ●      | ●      | 2     | 2     | 2     | 2     | 2     |       |       |       | 10          |
| Suma finałów           | Suma finałów           | 0      | 0      | 0      | 11     | 18     | 21     | 22     | 23     | 17     | 22     | 19     | 26    | 22    | 24    | 17    | 28    | 22    | 34    | 13    | 339         |

## Obiekty olimpijskie

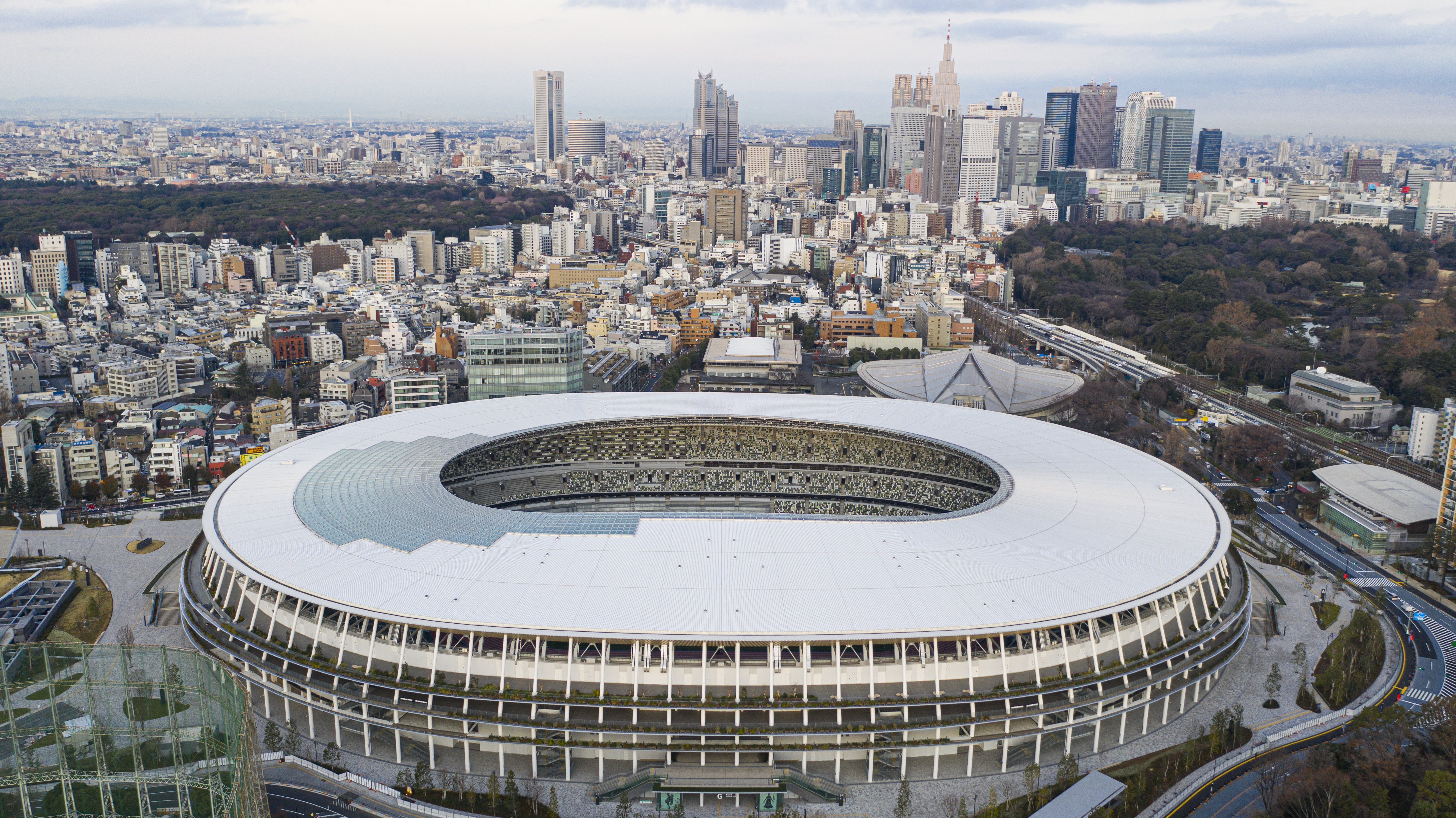
Stadion Narodowy wybudowany w miejsce rozebranego w 2015 roku Stadionu Olimpijskiego

Tokio nieskutecznie ubiegało się o organizację Igrzysk pięciokrotnie, ostatnio o Letnie Igrzyska Olimpijskie 2016. Jednakże było już organizatorem 56 lat wcześniej – w 1964 roku. Wysłana zwycięska aplikacja dla MKOlu uwzględnia szerokie wykorzystanie tej dawnej infrastruktury. Budżet przeznaczony na olimpiadę to trochę ponad 3 mld dolarów, a nieolimpijski, na infrastrukturę to ok. 4,9 mld dolarów. Jest to znacznie mniej niż proponowany przez Stambuł (19,2 mld dolarów), czy wydatki na Igrzyska w Londynie (16 mld dolarów), ale więcej niż proponowane na te w Madrycie (1,9 mld dolarów). Podobnie z poparciem – według sondażu dla MKOl – Tokio miało 62,5% (rok wcześniej zaledwie 47%), podczas gdy dla Turcji było to 93%, a Hiszpanie 80%.
Użytych ma zostać 37 obiektów, z czego, według początkowych planów, 22 miało zostać wybudowanych lub przebudowanych – 11 na stałe, a pozostałe 11 jako obiekty tymczasowe. Ze względu na wysokie koszty władze Tokio zrezygnowały jednak z budowy nowych hal do rozgrywek koszykówki i badmintona oraz areny zmagań żeglarskich koło wyspy Wakasu. W promieniu 8 kilometrów od wioski olimpijskiej zlokalizowanych będzie 28 obiektów podzielonych na dwie strefy – „Dziedzictwa” i „Zatoki Tokijskiej”. Do ceremonii otwarcia i zamknięcia, a także lekkiej atletyki w miejsce Stadionu Olimpijskiego wybudowany został Nowy Stadion Narodowy.
Koszt jednej nocy w 3-gwiazdkowym hotelu ma wynosić 600 dolarów, co traktowane jest (podobnie jak stagnacja ekonomiczna i reszta drogiej bazy noclegowej) jako potencjalne zagrożenie. Obawy dotyczą także następstw katastrofy elektrowni jądrowej Fukushima I, podczas trzęsienia ziemi w 2011 roku.

### Lista obiektów
Opracowano na podstawie materiału źródłowego.

#### Strefa Dziedzictwa
| Obiekt                       | Nazwa japońska                             | Nazwa angielska              | Wydarzenia i rozgrywane dyscypliny                                         | Liczba miejsc |
| ---------------------------- | ------------------------------------------ | ---------------------------- | -------------------------------------------------------------------------- | ------------- |
| Stadion Olimpijski           | オリンピックスタジアム Orinpikku Sutajiamu | Olympic Stadium              | ceremonie otwarcia i zamknięcia igrzysk, lekkoatletyka, piłka nożna, rugby | 80 000        |
| Hala sportowa w Tokio        | 東京体育館 Tōkyō Taiiku-kan                | Tokyo Metropolitan Gymnasium | tenis stołowy                                                              | 8000          |
| Stadion Narodowy Yoyogi      | 国立代々木競技場 Kokuritsu Yoyogi Kyōgi-jō | Yoyogi National Stadium      | piłka ręczna                                                               | 12 000        |
| Nippon Budōkan               | 日本武道館                                 |                              | judo, karate                                                               | 11 000        |
| Ogrody Pałacu Cesarskiego    | 皇居外苑 Kōkyo-gaien                       | Imperial Palace Garden       | kolarstwo szosowe (start)                                                  | 1000          |
| Międzynarodowe Forum w Tokio | 東京国際フォーラム Tōkyō Kokusai Fōramu    | Tokyo International Forum    | podnoszenie ciężarów                                                       | 5000          |
| Ryōgoku Kokugikan            | 国技館 Kokugi-kan                          | Kokugikan Arena              | boks                                                                       | 10 000        |

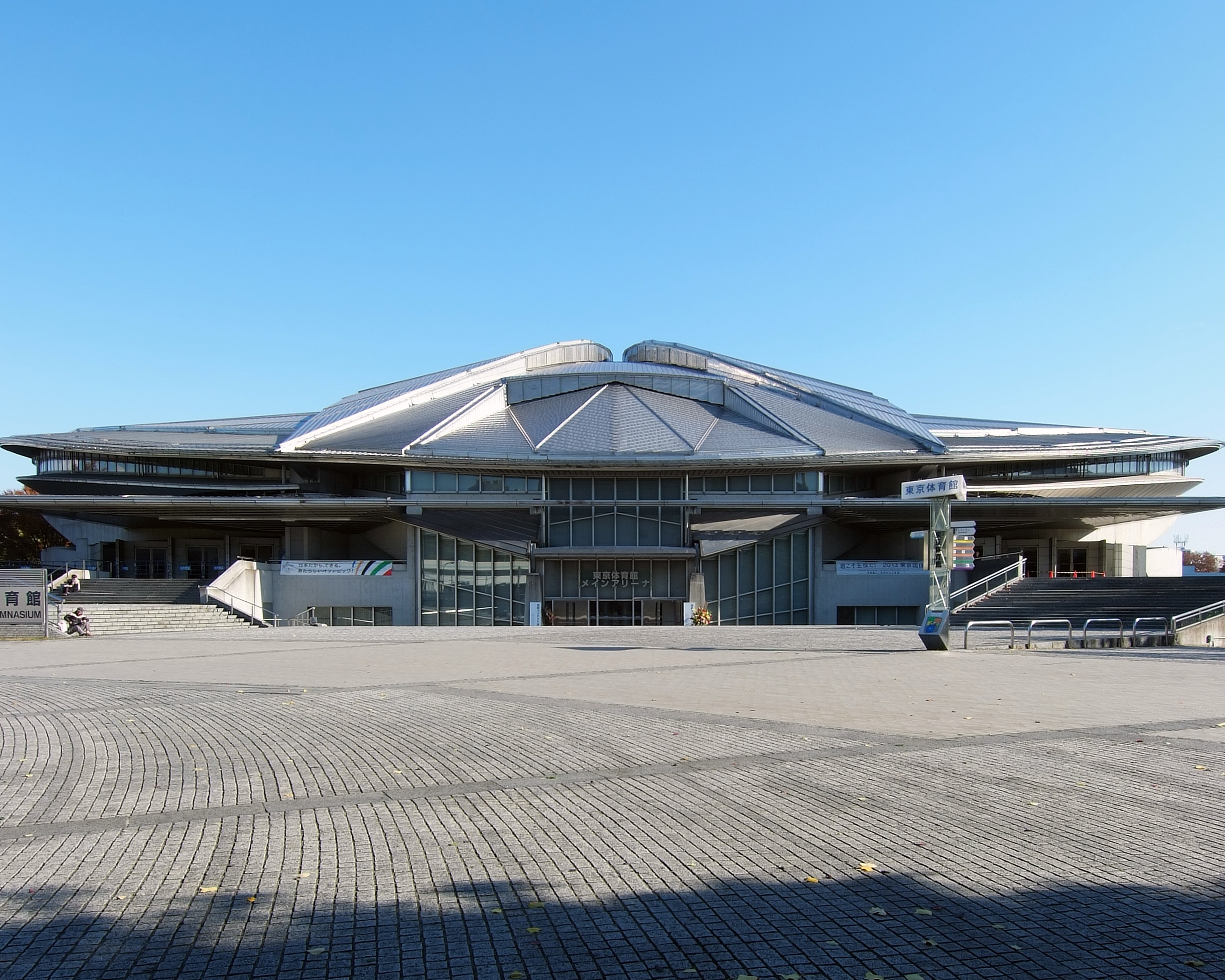
Hala sportowa w Tokio
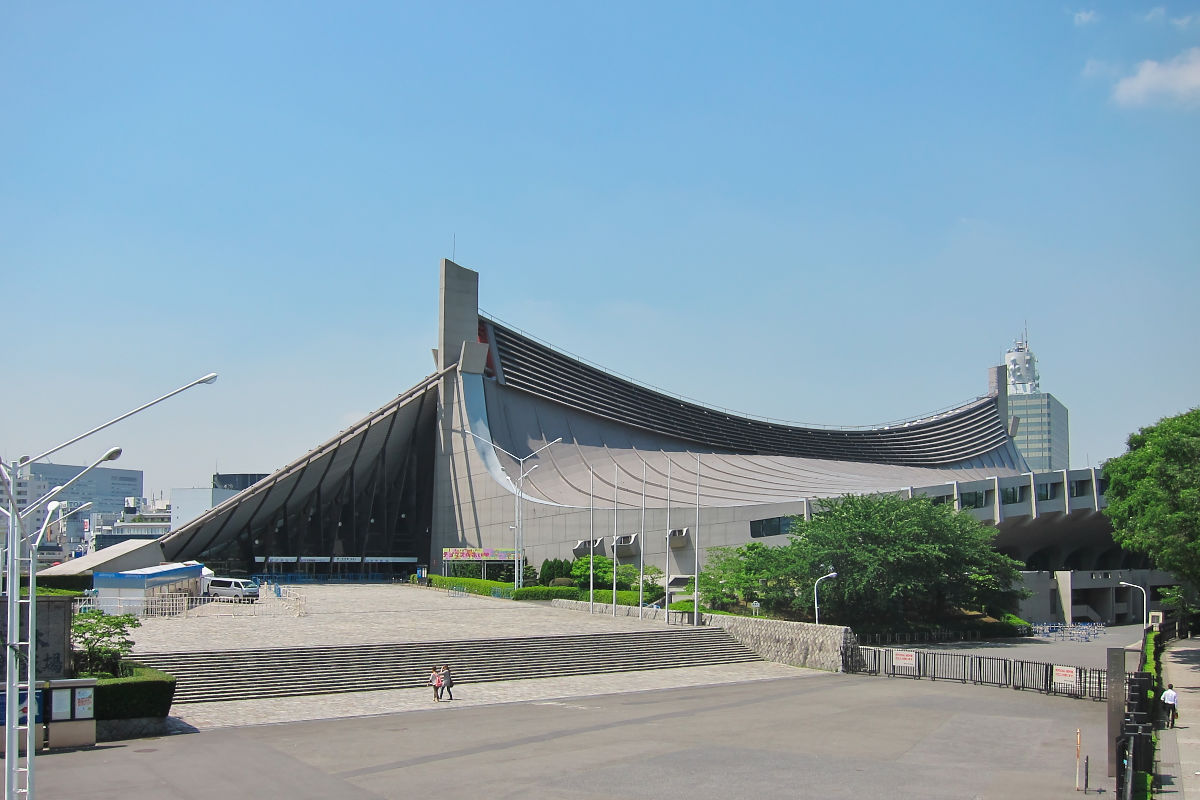
Stadion Narodowy Yoyogi
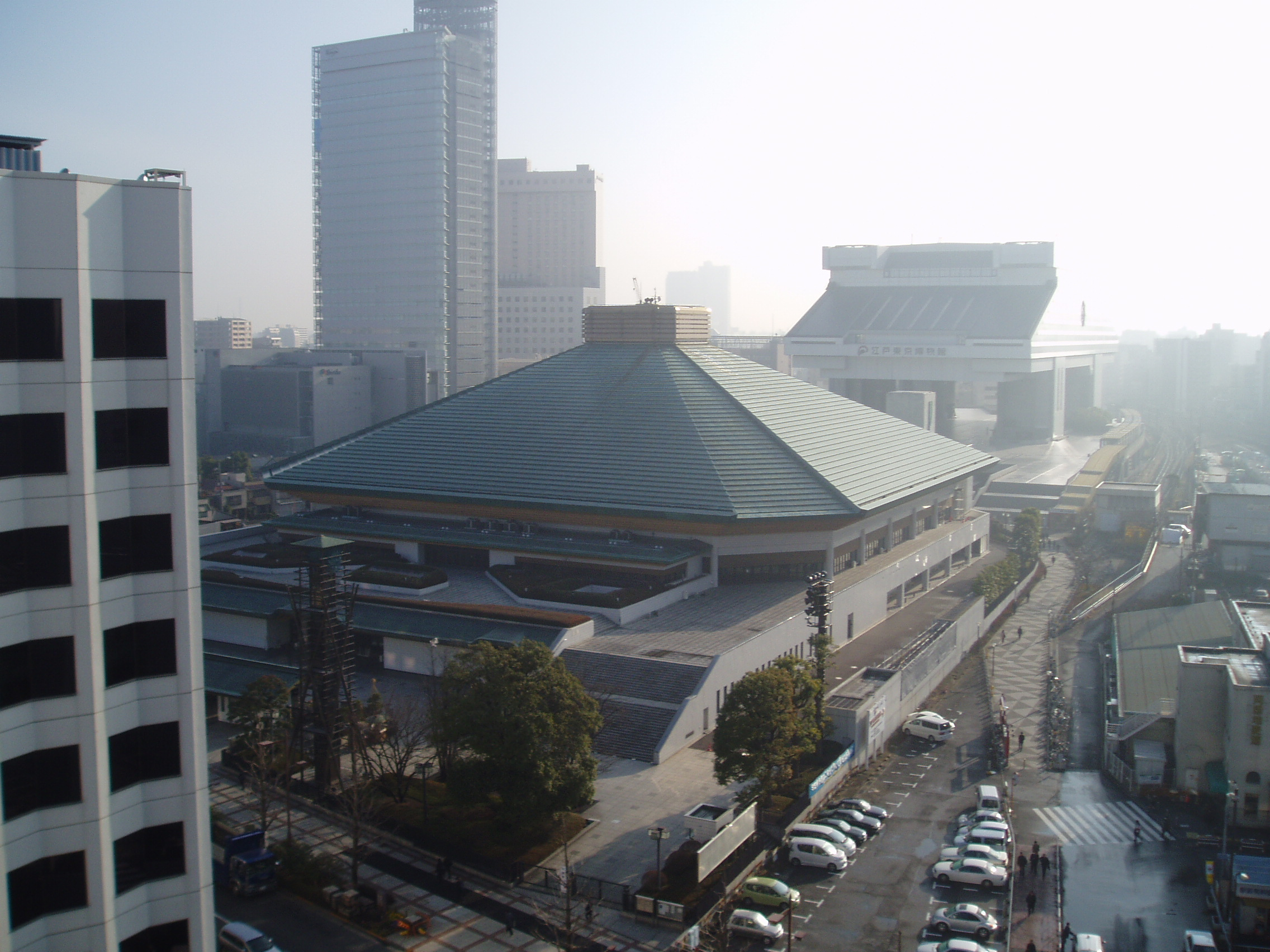
Arena Kokugikan

#### Strefa Zatoki Tokijskiej
| Obiekt                                                    | Nazwa japońska                                               | Nazwa angielska                 | Rozgrywane dyscypliny                                    | Liczba miejsc                          |
| --------------------------------------------------------- | ------------------------------------------------------------ | ------------------------------- | -------------------------------------------------------- | -------------------------------------- |
| Ariake Arena                                              | 有明アリーナ Ariake Ariina                                   | Ariake Arena                    | siatkówka                                                | 15 000                                 |
| Tor BMX w Ariake                                          | 有明BMXコース Ariake BMX Kōsu                                | Olympic BMX Course              | BMX                                                      | 5000                                   |
| Welodrom w Ariake                                         | 有明ベロドローム Ariake Berodorōmu                           | Olympic Velodrome               | kolarstwo szosowe                                        | 5000                                   |
| Olimpijskie Centrum Gimnastyki                            | 有明体操競技場 Ariake Taisō Kyōgi-jō                         | Olympic Gymnastic Centre        | gimnastyka (artystyczna, sportowa, skoki na trampolinie) | 12 000                                 |
| Park Tenisowy w Ariake                                    | 有明テニスの森 Ariake Tenisu-no-Mori                         | Ariake Tennis Park              | tenis                                                    | 10 000 / 5000 / 3000 / 2000            |
| Park na wybrzeżu Odaiba                                   | お台場海浜公園 Odaiba Kaihin-kōen                            | Odaiba Marine Park              | triathlon, pływanie (maraton)                            | 10 000                                 |
| Park Shiokaze                                             | 潮風公園 Shiokaze Kōen                                       | Shiokaze Park                   | siatkówka plażowa                                        | 12 000                                 |
| Tokyo Big Sight – hala A                                  | 東京ビッグサイト・ホールA Tōkyō Biggu Saito – Hōru A         | Tokyo Big Sight Hall A          | zapasy                                                   | 10 000                                 |
| Tokyo Big Sight – hala B                                  | 東京ビッグサイト・ホールB Tōkyō Biggu Saito – Hōru B         | Tokyo Big Sight Hall B          | szermierka, taekwondo                                    | 8000                                   |
| Stadion hokejowy w parku Ōi                               | 大井ホッケー競技場 Ōi Hokkē Kyōgi-jō                         | Seaside Park Hockey Stadium     | hokej na trawie                                          | 10 000 / 5000                          |
| Tor do krosu w Umi-no-Mori                                | 海の森クロスカントリーコース Umi-no-Mori Kurosukantorii Kōsu | Sea Forest Cross-Country Course | jeździectwo (kros)                                       | 20 000 (stojących)                     |
| Kanał wodny w Umi-no-Mori                                 | 海の森水上競技場 Umi-no-Mori Suijō Kyōgi-jō                  | Sea Forest Waterway             | wioślarstwo, kajakarstwo                                 | 14 000 (siedzących) 10 000 (stojących) |
| Trasa do kolarstwa górskiego w Umi-no-Mori                | 海の森マウンテンバイクコース Umi-no-Mori Mauntenbaiku Kōsu   | Sea Forest Mountain Bike Course | kolarstwo górskie                                        | 2000 (siedzących) 23 000 (stojących)   |
| Enoshima Yacht Harbour                                    | 江の島ヨットハーバー Enoshima Yotto Hābā                     | Enoshima Yacht Harbour          | żeglarstwo                                               |                                        |
| Tor do slalomu kajakarstwa górskiego w Parku Kasai Rinkai | カヌー・スラローム会場 Kanū Surarōmu Kaijō                   | Canoe Slalom Course             | kajakarstwo górskie                                      | 12 000 (siedzących) 3000 (stojących)   |
| Saitama Super Arena                                       | さいたまスーパーアリーナ Saitama Sūpā Arīna                  | Saitama Super Arena             | koszykówka                                               | 37 000                                 |
| Tor łuczniczy w Parku Yume-no-Shima                       | 夢の島公園 Yume-no-Shima Kōen                                | Dream Island Archery Field      | łucznictwo                                               | 7000                                   |
| Stadion w Parku Yume-no-Shima                             | 夢の島競技場 Yume-no-Shima Kyōgi-jō                          | Dream Island Stadium            | jeździectwo                                              | 18 000                                 |
| Olimpijskie Centrum Sportów Wodnych                       | オリンピックアクアティックセンター Orinpikku Akuatikku Sentā | Olympic Aquatics Centre         | pływanie, skoki do wody, pływanie synchroniczne          | 20 000                                 |
| Water Polo Arena                                          | ウォーターポロアリーナ Uōtā-poro Ariina                      | Water Polo Arena                | piłka wodna                                              | 6500                                   |
| Aomi Urban Sports Park                                    | 青海アーバンスポーツパーク Aomi Āban Supōtsu Pāku            | Aomi Urban Sports Park          | koszykówka 3x3, wspinaczka sportowa                      | 5000                                   |

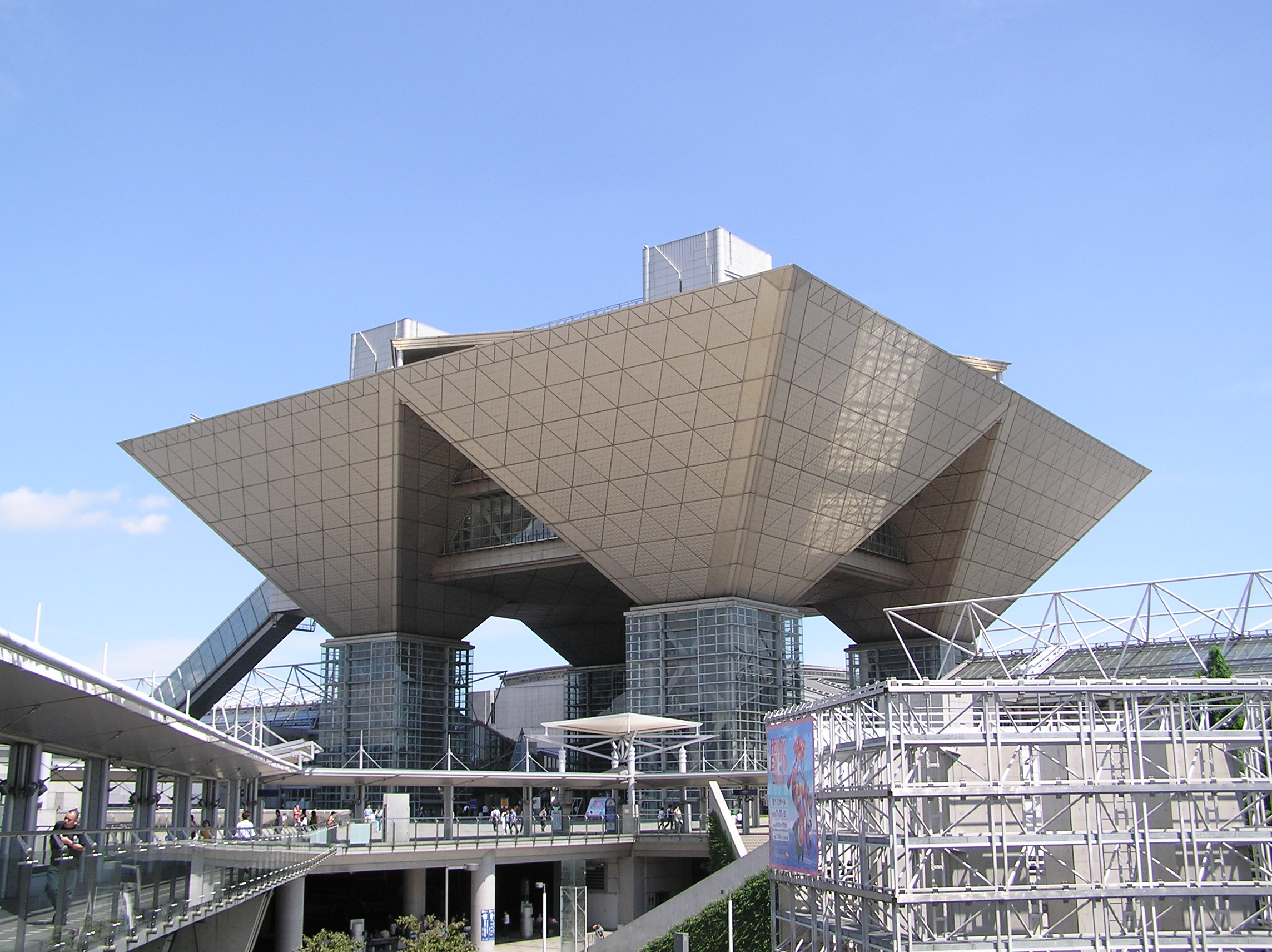
Tokyo Big Sight
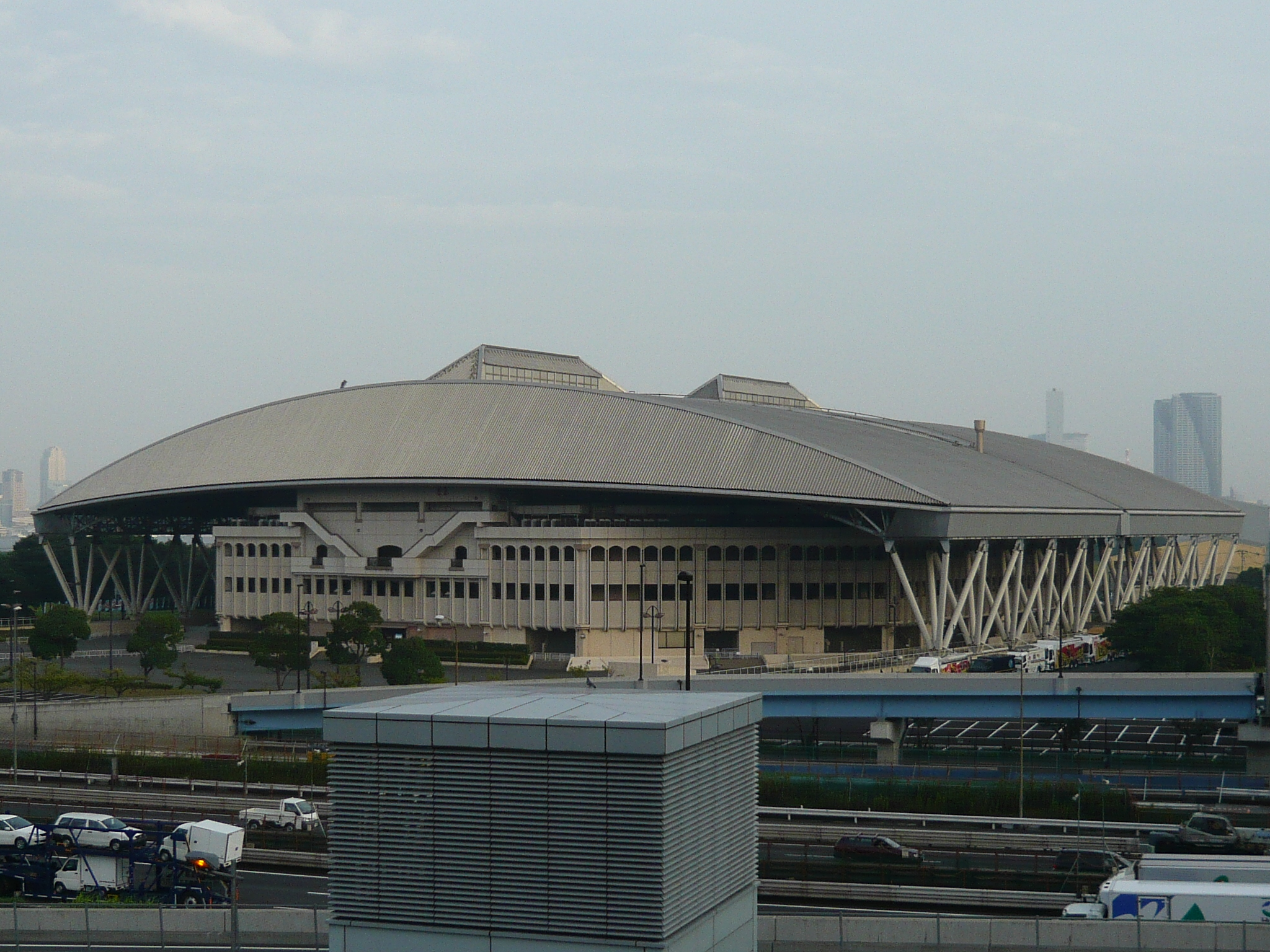
Ariake Coliseum
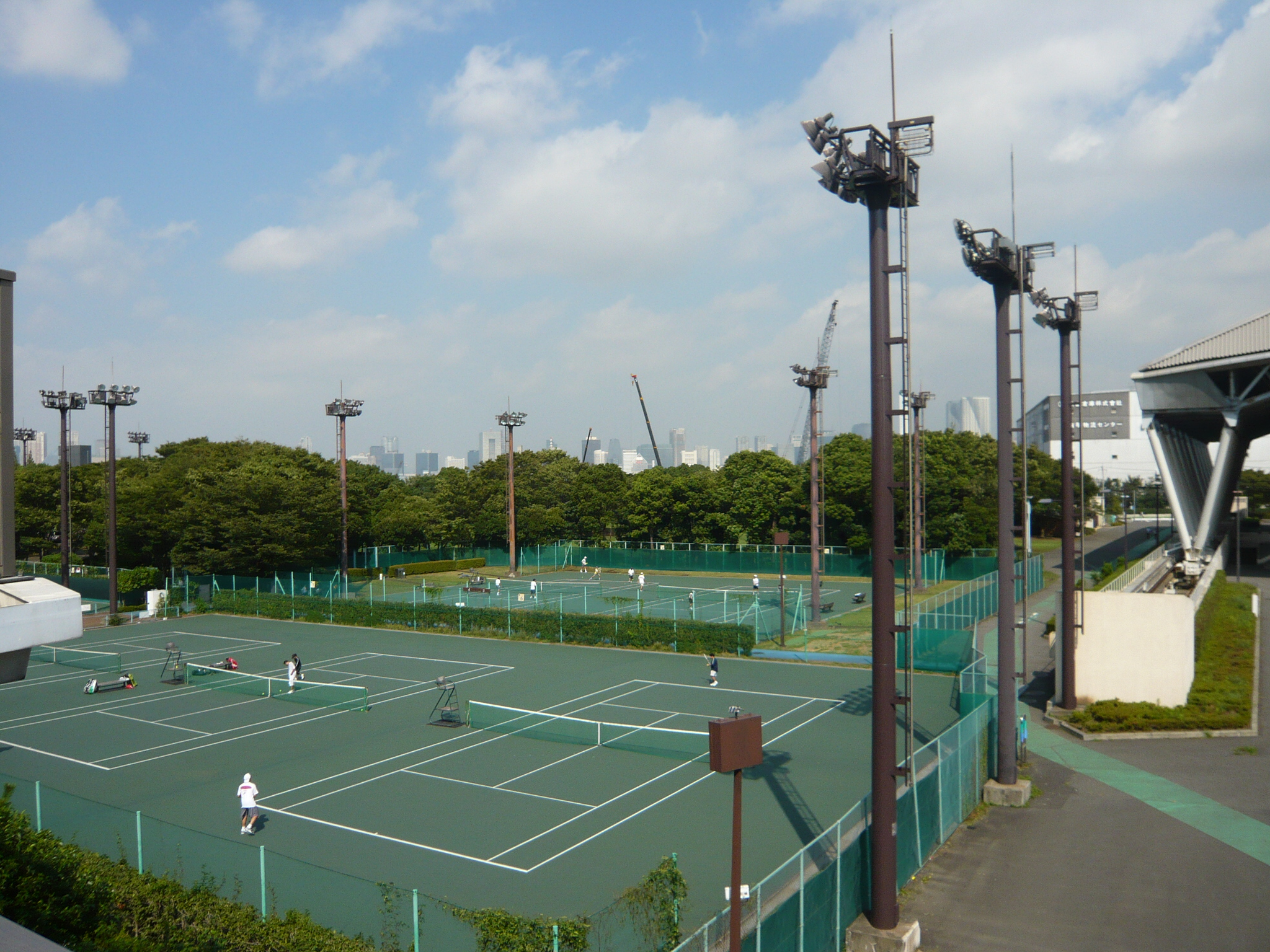
Park Tenisowy w Ariake

#### Pozostałe obiekty
| Obiekt                     | Nazwa japońska                                                     | Nazwa angielska               | Rozgrywane dyscypliny                        | Liczba miejsc                        |
| -------------------------- | ------------------------------------------------------------------ | ----------------------------- | -------------------------------------------- | ------------------------------------ |
| Centrum sportowe Musashino | 武蔵野の森総合スポーツ施設 Musashino-no-Mori Sōgō Supōtsu Shisetsu | Musashino Forest Sport Centre | pięciobój nowoczesny (szermierka), badminton | 8000                                 |
| Park Musashino             | 武蔵野の森公園 Musashino-no-Mori Kōen                              | Musashino Forest Park         | kolarstwo szosowe (meta)                     | 1000                                 |
| Stadion piłkarski w Tokio  | 東京スタジアム Tōkyō Sutajiamu                                     | Tokyo Stadium                 | pięciobój nowoczesny, piłka nożna            | 50 000                               |
| Strzelnica w Asaka         | 陸上自衛隊朝霞訓練場 Rikujō-jieitai Asagasumi Kunren-jō            | Asaka Shooting Range          | strzelectwo                                  | 4600 / 3000                          |
| Kasumigaseki Country Club  | 霞ケ関カンツリー倶楽部 Kasumigaseki Kantsurii Kurabu               | Kasumigaseki Country Club     | golf                                         | 1000 (siedzących) 24 000 (stojących) |

#### Stadiony piłki nożnej poza Tokio

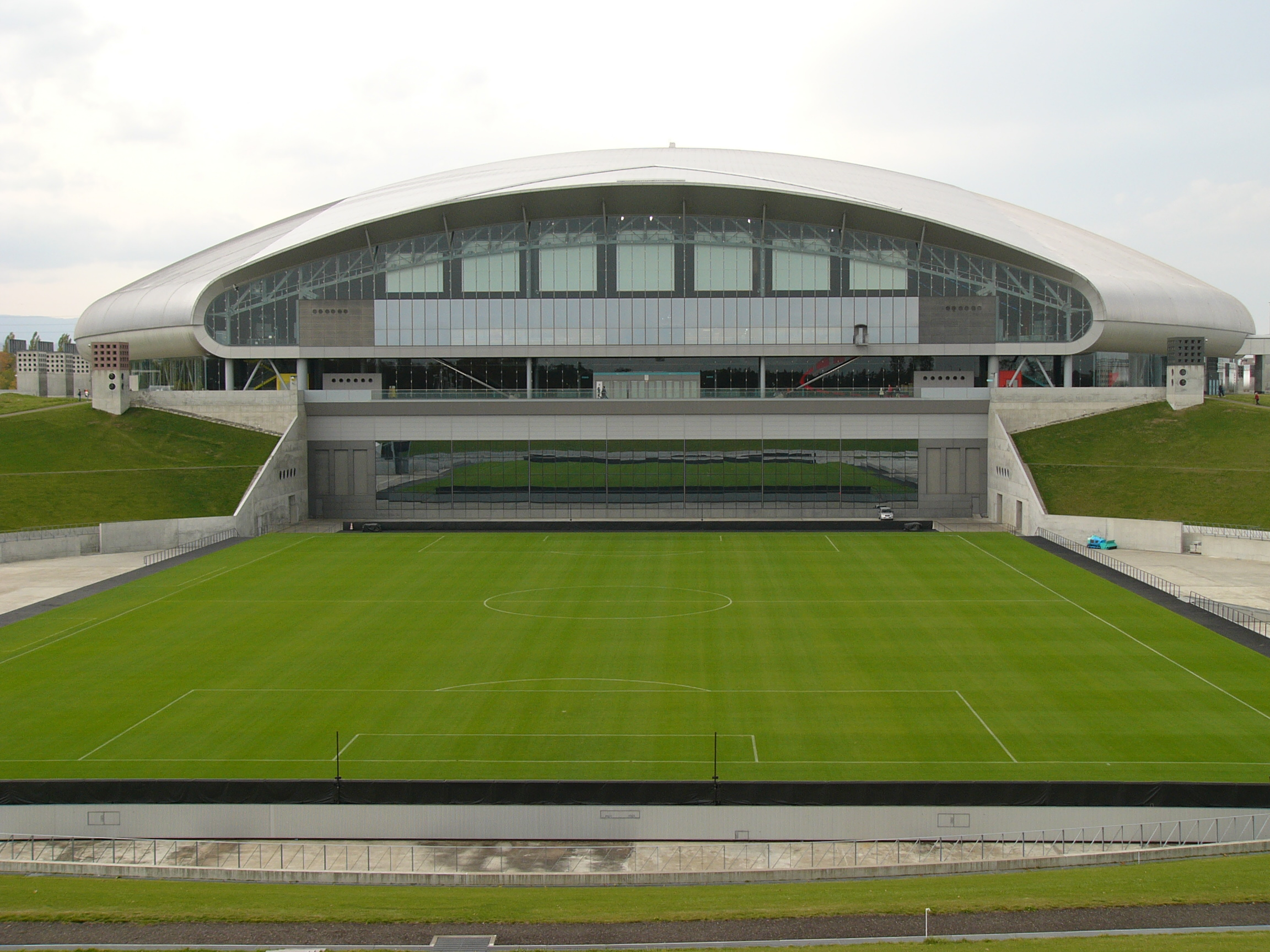
Sapporo Dome

| Stadion                         | Nazwa japońska                                    | Pojemność |
| ------------------------------- | ------------------------------------------------- | --------- |
| Sapporo Dome                    | 札幌ドーム Sapporo Dōmu                           | 41 000    |
| Stadion Miyagi                  | 宮城スタジアム Miyagi Sutajiamu                   | 50 000    |
| Stadion Saitama                 | 埼玉スタジアム2002 Saitama Sutajiamu 2002         | 64 000    |
| Międzynarodowy Stadion Jokohama | 横浜国際総合競技場 Yokohama Kokusai Sōgō Kyōgi-jō | 72 000    |

## Uczestnicy
W igrzyskach wzięło udział 205 narodowych komitetów olimpijskich oraz olimpijska reprezentacja uchodźców.  

- Afganistan (5)
- Albania (9)
- Algieria (41)
- Andora (2)
- Angola (20)
- Antigua i Barbuda (6)
- Arabia Saudyjska (29)
- Argentyna (189)
- Armenia (17)
- Aruba (3)
- Australia (477)
- Austria (75)
- Azerbejdżan (44)
- Bahamy (16)
- Bahrajn (32)
- Bangladesz (6)
- Barbados (8)
- Belgia (121)
- Belize (3)
- Benin (7)
- Bermudy (2)
- Bhutan (4)
- Białoruś (109)
- Boliwia (5)
- Bośnia i Hercegowina (7)
- Botswana (13)
- Brazylia (302)
- Brunei (2)
- Brytyjskie Wyspy Dziewicze (3)
- Bułgaria (42)
- Burkina Faso (7)
- Burundi (6)
- Chile (58)
- Chiny (406)
- Chińskie Tajpej (68)
- Chorwacja (59)
- Cypr (15)
- Czad (3)
- Czarnogóra (33)
- Czechy (115)
- Dania (108)
- Demokratyczna Republika Konga (7)
- Dominika (2)
- Dominikana (63)
- Dżibuti (4)
- Egipt (132)
- Ekwador (48)
- Erytrea (13)
- Estonia (33)
- Eswatini (4)
- Etiopia (38)
- Fidżi (30)
- Filipiny (19)
- Finlandia (45)
- Francja (385)
- Gabon (5)
- Gambia (4)
- Ghana (14)
- Grecja (83)
- Grenada (6)
- Gruzja (35)
- Guam (5)
- Gujana (7)
- Gwatemala (24)
- Gwinea (5)
- Gwinea Bissau (4)
- Gwinea Równikowa (3)
- Haiti (6)
- Hiszpania (321)
- Holandia (278)
- Honduras (23)
- Hongkong (41)
- Indie (126)
- Indonezja (28)
- Irak (3)
- Iran (65)
- Irlandia (116)
- Islandia (4)
- Izrael (90)
- Jamajka (50)
- Japonia (556)
- Jemen (5)
- Jordania (14)
- Kajmany (5)
- Kambodża (3)
- Kamerun (12)
- Kanada (381)
- Katar (16)
- Kazachstan (93)
- Kenia (85)
- Kirgistan (17)
- Kiribati (3)
- Kolumbia (70)
- Komory (3)
- Kongo (3)
- Korea Południowa (237)
- Kosowo (11)
- Kostaryka (14)
- Kuba (70)
- Kuwejt (11)
- Laos (4)
- Lesotho (2)
- Liban (6)
- Liberia (3)
- Libia (4)
- Liechtenstein (5)
- Litwa (42)
- Luksemburg (12)
- Łotwa (33)
- Macedonia Północna (8)
- Madagaskar (6)
- Malawi (5)
- Malediwy (4)
- Malezja (30)
- Mali (4)
- Malta (6)
- Maroko (48)
- Mauretania (2)
- Mauritius (8)
- Meksyk (164)
- Mikronezja (3)
- Mjanma (2)
- Mołdawia (20)
- Monako (6)
- Mongolia (43)
- Mozambik (10)
- Namibia (11)
- Nauru (2)
- Nepal (5)
- Niemcy (425)
- Niger (7)
- Nigeria (58)
- Nikaragua (8)
- Norwegia (85)
- Nowa Zelandia (213)
- Oman (5)
- Pakistan (10)
- Palau (3)
- Palestyna (5)
- Panama (10)
- Papua-Nowa Gwinea (8)
- Paragwaj (8)
- Peru (35)
- Polska (210)
- Południowa Afryka (177)
- Portoryko (37)
- Portugalia (92)
- Rosyjski Komitet Olimpijski (335)
- reprezentacja uchodźców (29)
- Republika Środkowoafrykańska (2)
- Republika Zielonego Przylądka (6)
- Rumunia (101)
- Rwanda (5)
- Saint Kitts i Nevis (2)
- Saint Lucia (5)
- Saint Vincent i Grenadyny (3)
- Salwador (5)
- Samoa (8)
- Samoa Amerykańskie (6)
- San Marino (5)
- Senegal (9)
- Serbia (87)
- Seszele (5)
- Sierra Leone (4)
- Singapur (23)
- Słowacja (41)
- Słowenia (53)
- Somalia (2)
- Sri Lanka (9)
- Stany Zjednoczone (613)
- Sudan (5)
- Sudan Południowy (2)
- Surinam (3)
- Syria (6)
- Szwajcaria (107)
- Szwecja (134)
- Tadżykistan (11)
- Tajlandia (41)
- Tanzania (3)
- Timor Wschodni (3)
- Togo (4)
- Tonga (6)
- Trynidad i Tobago (23)
- Tunezja (63)
- Turcja (108)
- Turkmenistan (9)
- Tuvalu (2)
- Uganda (25)
- Ukraina (155)
- Urugwaj (11)
- Uzbekistan (64)
- Vanuatu (3)
- Wenezuela (43)
- Węgry (166)
- Wielka Brytania (376)
- Wietnam (18)
- Włochy (381)
- Wybrzeże Kości Słoniowej (28)
- Wyspy Cooka (6)
- Wyspy Dziewicze Stanów Zjednoczonych (4)
- Wyspy Marshalla (2)
- Wyspy Salomona (3)
- Wyspy Świętego Tomasza i Książęca (3)
- Zambia (26)
- Zimbabwe (5)
- Zjednoczone Emiraty Arabskie (5)

## Klasyfikacja medalowa
| Klasyfikacja medalowa | Klasyfikacja medalowa       | Klasyfikacja medalowa | Klasyfikacja medalowa | Klasyfikacja medalowa | Klasyfikacja medalowa |
| Pozycja               | Reprezentacja               | Złoto                 | Srebro                | Brąz                  | Razem                 |
| --------------------- | --------------------------- | --------------------- | --------------------- | --------------------- | --------------------- |
| 1.                    | Stany Zjednoczone           | 39                    | 41                    | 33                    | 113                   |
| 2.                    | Chiny                       | 38                    | 32                    | 19                    | 89                    |
| 3.                    | Japonia                     | 27                    | 14                    | 17                    | 58                    |
| 4.                    | Wielka Brytania             | 22                    | 20                    | 22                    | 64                    |
| 5.                    | Rosyjski Komitet Olimpijski | 20                    | 28                    | 23                    | 71                    |
| 6.                    | Australia                   | 17                    | 7                     | 22                    | 46                    |
| 7.                    | Holandia                    | 10                    | 12                    | 14                    | 36                    |
| 8.                    | Francja                     | 10                    | 12                    | 11                    | 33                    |
| 9.                    | Niemcy                      | 10                    | 11                    | 16                    | 37                    |
| 10.                   | Włochy                      | 10                    | 10                    | 20                    | 40                    |
|                       |                             |                       |                       |                       |                       |
| 17.                   | Polska                      | 4                     | 5                     | 5                     | 14                    |

## Rekordy olimpijskie i świata
| Data       | Dyscyplina                    | Konkurencja                                                         | Runda                | Rekordzista                           | Reprezentacja               | Rezultat         | Rekord | Status      |
| ---------- | ----------------------------- | ------------------------------------------------------------------- | -------------------- | ------------------------------------- | --------------------------- | ---------------- | ------ | ----------- |
| 23 lipca   | Łucznictwo                    | kobiety indywidualnie                                               | Runda rankingowa     | An San                                | Korea Południowa            | 680              | OR     | nieaktualny |
| 23 lipca   | Łucznictwo                    | kobiety drużynowo                                                   | Runda rankingowa     | An San, Jang Min-hee, Kang Chae-young | Korea Południowa            | 2032             | OR     | aktualny    |
| 24 lipca   | Łucznictwo                    | mikst                                                               | Runda rankingowa     | An San, Kim Je-deok                   | Korea Południowa            | 1368             | OR     | aktualny    |
| 24 lipca   | Podnoszenie ciężarów          | waga do 49 kg kobiet                                                | Finał                | Hou Zhihui                            | Chiny                       | 92 kg (rwanie)   | OR     | nieaktualny |
| 24 lipca   | Podnoszenie ciężarów          | waga do 49 kg kobiet                                                | Finał                | Hou Zhihui                            | Chiny                       | 94 kg (rwanie)   | OR     | aktualny    |
| 24 lipca   | Podnoszenie ciężarów          | waga do 49 kg kobiet                                                | Finał                | Hou Zhihui                            | Chiny                       | 114 kg (podrzut) | OR     | nieaktualny |
| 24 lipca   | Podnoszenie ciężarów          | waga do 49 kg kobiet                                                | Finał                | Saikhom Mirabai Chanu                 | Indie                       | 115 kg (podrzut) | OR     | nieaktualny |
| 24 lipca   | Podnoszenie ciężarów          | waga do 49 kg kobiet                                                | Finał                | Hou Zhihui                            | Chiny                       | 116 kg (podrzut) | OR     | aktualny    |
| 24 lipca   | Podnoszenie ciężarów          | waga do 49 kg kobiet                                                | Finał                | Hou Zhihui                            | Chiny                       | 203 kg (dwubój)  | OR     | nieaktualny |
| 24 lipca   | Podnoszenie ciężarów          | waga do 49 kg kobiet                                                | Finał                | Hou Zhihui                            | Chiny                       | 208 kg (dwubój)  | OR     | nieaktualny |
| 24 lipca   | Podnoszenie ciężarów          | waga do 49 kg kobiet                                                | Finał                | Hou Zhihui                            | Chiny                       | 210 kg (dwubój)  | OR     | aktualny    |
| 24 lipca   | Strzelectwo                   | pistolet pneumatyczny 10 m mężczyzn                                 | Finał                | Javad Foroughi                        | Iran                        | 244,8            | OR     | aktualny    |
| 24 lipca   | Strzelectwo                   | karabin pneumatyczny 10 m kobiet                                    | Runda kwalifikacyjna | Jeanette Hegg Duestad                 | Norwegia                    | 632,9            | OR     | aktualny    |
| 24 lipca   | Strzelectwo                   | karabin pneumatyczny 10 m kobiet                                    | Finał                | Yang Qian                             | Chiny                       | 251,8            | OR     | aktualny    |
| 25 lipca   | Pływanie                      | sztafeta 4 × 100 m stylem dowolnym                                  | Finał                | Sarah Sjöström                        | Szwecja                     | 52,62            | OR     | nieaktualny |
| 25 lipca   | Pływanie                      | 4 × 100 m st. dowolnym kobiet                                       | Finał                | Australia                             | Australia                   | 3:29,69          | WR     | aktualny    |
| 25 lipca   | Pływanie                      | 100 m stylem klasycznym kobiet                                      | Eliminacje           | Tatjana Schoenmaker                   | Południowa Afryka           | 1:04,82          | OR     | aktualny    |
| 25 lipca   | Pływanie                      | 100 m stylem grzbietowym kobiet                                     | Eliminacje           | Kylie Masse                           | Kanada                      | 58,17            | OR     | nieaktualny |
| 25 lipca   | Pływanie                      | 100 m stylem grzbietowym kobiet                                     | Eliminacje           | Regan Smith                           | Stany Zjednoczone           | 57,96            | OR     | nieaktualny |
| 25 lipca   | Pływanie                      | 100 m stylem grzbietowym kobiet                                     | Eliminacje           | Kaylee McKeown                        | Australia                   | 57,88            | OR     | nieaktualny |
| 25 lipca   | Strzelectwo                   | karabin pneumatyczny 10 m mężczyzn                                  | Runda kwalifikacyjna | Yang Haoran                           | Chiny                       | 632,7            | OR     | aktualny    |
| 25 lipca   | Strzelectwo                   | karabin pneumatyczny 10 m mężczyzn                                  | Finał                | William Shaner                        | Stany Zjednoczone           | 251,6            | OR     | aktualny    |
| 25 lipca   | Strzelectwo                   | pistolet pneumatyczny 10 m kobiet                                   | Runda kwalifikacyjna | Jiang Ranxin                          | Chiny                       | 587              | =      | aktualny    |
| 25 lipca   | Strzelectwo                   | pistolet pneumatyczny 10 m kobiet                                   | Finał                | Witalina Bacaraszkina                 | Rosyjski Komitet Olimpijski | 240,3            | OR     | aktualny    |
| 25 lipca   | Podnoszenie ciężarów          | waga do 61 kg mężczyzn                                              | Finał                | Li Fabin                              | Chiny                       | 172 kg (podrzut) | OR     | aktualny    |
| 25 lipca   | Podnoszenie ciężarów          | waga do 61 kg mężczyzn                                              | Finał                | Li Fabin                              | Chiny                       | 313 kg (dwubój)  | OR     | aktualny    |
| 25 lipca   | Podnoszenie ciężarów          | waga do 67 kg mężczyzn                                              | Finał                | Chen Lijun                            | Chiny                       | 187 kg (podrzut) | OR     | aktualny    |
| 25 lipca   | Podnoszenie ciężarów          | waga do 67 kg mężczyzn                                              | Finał                | Luis Javier Mosquera                  | Kolumbia                    | 331 kg (dwubój)  | OR     | nieaktualny |
| 25 lipca   | Podnoszenie ciężarów          | waga do 67 kg mężczyzn                                              | Finał                | Chen Lijun                            | Chiny                       | 332 kg (dwubój)  | OR     | aktualny    |
| 26 lipca   | Strzelectwo                   | skeet mężczyzn                                                      | Runda kwalifikacyjna | Eric Delaunay                         | Francja                     | 124              | OR     | aktualny    |
| 26 lipca   | Strzelectwo                   | skeet mężczyzn                                                      | Runda kwalifikacyjna | Tammaro Cassandro                     | Włochy                      | 124              | OR     | aktualny    |
| 26 lipca   | Strzelectwo                   | skeet mężczyzn                                                      | Finał                | Vincent Hancock                       | Stany Zjednoczone           | 59               | OR     | aktualny    |
| 26 lipca   | Strzelectwo                   | skeet kobiet                                                        | Runda kwalifikacyjna | Wei Meng                              | Chiny                       | 124              | WR     | aktualny    |
| 26 lipca   | Strzelectwo                   | skeet kobiet                                                        | Finał                | Amber English                         | Stany Zjednoczone           | 56               | OR     | aktualny    |
| 26 lipca   | Pływanie                      | 100 m stylem grzbietowym kobiet                                     | Półfinał             | Regan Smith                           | Stany Zjednoczone           | 57,86            | OR     | nieaktualny |
| 26 lipca   | Pływanie                      | 1500 m stylem dowolnym kobiet                                       | Eliminacje           | Katie Ledecky                         | Stany Zjednoczone           | 15:35,35         | OR     | aktualny    |
| 26 lipca   | Podnoszenie ciężarów          | waga do 55 kg kobiet                                                | Finał                | Muattar Nabieva                       | Uzbekistan                  | 98 kg (rwanie)   | OR     | aktualny    |
| 26 lipca   | Podnoszenie ciężarów          | waga do 55 kg kobiet                                                | Finał                | Liao Qiuyun                           | Chiny                       | 123 kg (podrzut) | OR     | nieaktualny |
| 26 lipca   | Podnoszenie ciężarów          | waga do 55 kg kobiet                                                | Finał                | Hidilyn Diaz                          | Filipiny                    | 124 kg (podrzut) | OR     | nieaktualny |
| 26 lipca   | Podnoszenie ciężarów          | waga do 55 kg kobiet                                                | Finał                | Liao Qiuyun                           | Chiny                       | 126 kg (podrzut) | OR     | nieaktualny |
| 26 lipca   | Podnoszenie ciężarów          | waga do 55 kg kobiet                                                | Finał                | Hidilyn Diaz                          | Filipiny                    | 127 kg (podrzut) | OR     | aktualny    |
| 26 lipca   | Podnoszenie ciężarów          | waga do 55 kg kobiet                                                | Finał                | Liao Qiuyun                           | Chiny                       | 220 kg (dwubój)  | OR     | nieaktualny |
| 26 lipca   | Podnoszenie ciężarów          | waga do 55 kg kobiet                                                | Finał                | Hidilyn Diaz                          | Filipiny                    | 221 kg (dwubój)  | OR     | nieaktualny |
| 26 lipca   | Podnoszenie ciężarów          | waga do 55 kg kobiet                                                | Finał                | Liao Qiuyun                           | Chiny                       | 223 kg (dwubój)  | OR     | nieaktualny |
| 26 lipca   | Podnoszenie ciężarów          | waga do 55 kg kobiet                                                | Finał                | Hidilyn Diaz                          | Filipiny                    | 224 kg (dwubój)  | OR     | aktualny    |
| 27 lipca   | Podnoszenie ciężarów          | waga do 59 kg kobiet                                                | Finał                | Kuo Hsing-chun                        | Chińskie Tajpej             | 103 kg (rwanie)  | OR     | aktualny    |
| 27 lipca   | Podnoszenie ciężarów          | waga do 59 kg kobiet                                                | Finał                | Kuo Hsing-chun                        | Chińskie Tajpej             | 133 kg (podrzut) | OR     | aktualny    |
| 27 lipca   | Podnoszenie ciężarów          | waga do 59 kg kobiet                                                | Finał                | Kuo Hsing-chun                        | Chińskie Tajpej             | 236 kg (dwubój)  | OR     | aktualny    |
| 27 lipca   | Pływanie                      | 100 m stylem grzbietowym kobiet                                     | Finał                | Kaylee McKeown                        | Australia                   | 57,47            | OR     | aktualny    |
| 27 lipca   | Pływanie                      | 800 m stylem dowolnym mężczyzn                                      | Eliminacje           | Mychajło Romanczuk                    | Ukraina                     | 7:41,28          | OR     | aktualny    |
| 27 lipca   | Strzelectwo                   | pistolet pneumatyczny 10 m mikst                                    | Runda kwalifikacyjna | Manu Bhaker, Saurabh Chaudhary        | Indie                       | 582-26x          | OR     | aktualny    |
| 27 lipca   | Strzelectwo                   | karabin pneumatyczny 10 m mikst                                     | Runda kwalifikacyjna | Yang Qian, Yang Haoran                | Chiny                       | 633.2            | WR     | aktualny    |
| 28 lipca   | Podnoszenie ciężarów          | waga do 73 kg mężczyzn                                              | Finał                | Shi Zhiyong                           | Chiny                       | 163 kg (rwanie)  | OR     | nieaktualny |
| 28 lipca   | Podnoszenie ciężarów          | waga do 73 kg mężczyzn                                              | Finał                | Shi Zhiyong                           | Chiny                       | 166 kg (rwanie)  | OR     | aktualny    |
| 28 lipca   | Podnoszenie ciężarów          | waga do 73 kg mężczyzn                                              | Finał                | Shi Zhiyong                           | Chiny                       | 198 (podrzut)    | OR     | aktualny    |
| 28 lipca   | Podnoszenie ciężarów          | waga do 73 kg mężczyzn                                              | Finał                | Shi Zhiyong                           | Chiny                       | 354 kg (dwubój)  | OR     | nieaktualny |
| 28 lipca   | Podnoszenie ciężarów          | waga do 73 kg mężczyzn                                              | Finał                | Shi Zhiyong                           | Chiny                       | 364 kg (dwubój)  | WR     | aktualny    |
| 28 lipca   | Pływanie                      | 100 m stylem dowolnym kobiet                                        | Eliminacje           | Emma McKeon                           | Australia                   | 52,13            | OR     | nieaktualny |
| 28 lipca   | Pływanie                      | 200 m stylem dowolnym kobiet                                        | Finał                | Ariarne Titmus                        | Australia                   | 1:53,50          | OR     | aktualny    |
| 28 lipca   | Pływanie                      | 200 m stylem klasycznym kobiet                                      | Eliminacje           | Tatjana Schoenmaker                   | Południowa Afryka           | 2:19,16          | OR     | nieaktualny |
| 28 lipca   | Pływanie                      | 200 m stylem motylkowym mężczyzn                                    | Finał                | Kristóf Milák                         | Węgry                       | 1:51,25          | OR     | aktualny    |
| 29 lipca   | Strzelectwo                   | trap kobiet                                                         | Eliminacje           | Zuzana Štefečeková                    | Czechy                      | 125              | WR     | aktualny    |
| 29 lipca   | Strzelectwo                   | trap kobiet                                                         | Finał                | Zuzana Štefečeková                    | Czechy                      | 43               | OR     | aktualny    |
| 29 lipca   | Strzelectwo                   | trap mężczyzn                                                       | Finał                | Jiří Lipták, David Kostelecký         | Czechy                      | 43               | OR     | aktualny    |
| 29 lipca   | Pływanie                      | 200 m stylem motylkowym kobiet                                      | Finał                | Zhang Yufei                           | Chiny                       | 2:03,86          | OR     | aktualny    |
| 29 lipca   | Pływanie                      | 200 m stylem klasycznym mężczyzn                                    | Finał                | Zac Stubblety-Cook                    | Australia                   | 2:06,38          | OR     | aktualny    |
| 29 lipca   | Pływanie                      | 4 × 200 m st. dowolnym kobiet                                       | Finał                | Chiny                                 | Chiny                       | 7:40,33          | WR     | aktualny    |
| 29 lipca   | Pływanie                      | 100 m stylem dowolnym mężczyzn                                      | Finał                | Caeleb Dressel                        | Stany Zjednoczone           | 47,02            | OR     | aktualny    |
| 29 lipca   | Pływanie                      | sztafeta mieszana 4 × 100 m stylem zmiennym                         | Eliminacje           | Wielka Brytania                       | Wielka Brytania             | 3:38,75          | OR     | nieaktualny |
| 29 lipca   | Pływanie                      | 100 m stylem motylkowym mężczyzn                                    | Eliminacje           | Caeleb Dressel                        | Stany Zjednoczone           | 50,39            | =      | nieaktualny |
| 30 lipca   | Pływanie                      | 100 m stylem motylkowym mężczyzn                                    | Półfinał             | Kristóf Milák                         | Węgry                       | 50,31            | OR     | nieaktualny |
| 30 lipca   | Pływanie                      | 100 m stylem motylkowym mężczyzn                                    | Półfinał             | Caeleb Dressel                        | Stany Zjednoczone           | 49,71            | OR     | nieaktualny |
| 30 lipca   | Pływanie                      | 200 m stylem klasycznym kobiet                                      | Finał                | Tatjana Schoenmaker                   | Południowa Afryka           | 2:18,95          | WR     | aktualny    |
| 30 lipca   | Pływanie                      | 50 m stylem dowolnym kobiet                                         | Eliminacje           | Emma McKeon                           | Australia                   | 24,02            | OR     | nieaktualny |
| 30 lipca   | Pływanie                      | 100 m stylem dowolnym kobiet                                        | Finał                | Emma McKeon                           | Australia                   | 51,96            | OR     | aktualny    |
| 30 lipca   | Pływanie                      | 200 m stylem grzbietowym mężczyzn                                   | Finał                | Jewgienij Ryłow                       | Rosyjski Komitet Olimpijski | 1:53,27          | OR     | aktualny    |
| 30 lipca   | Lekkoatletyka                 | sztafeta mieszana 4 × 400 m                                         | Eliminacje           | Polska                                | Polska                      | 3:10,44          | OR     | nieaktualny |
| 30 lipca   | Strzelectwo                   | pistolet pneumatyczny 25 m kobiet                                   | Finał                | Witalina Bacaraszkina                 | Rosyjski Komitet Olimpijski | 38               | OR     | aktualny    |
| 30 lipca   | Strzelectwo                   | pistolet pneumatyczny 25 m kobiet                                   | Finał                | Kim Min-jung                          | Korea Południowa            | 38               | OR     | aktualny    |
| 31 lipca   | Podnoszenie ciężarów          | waga do 81 kg mężczyzn                                              | Finał                | Lü Xiaojun                            | Chiny                       | 170 kg (rwanie)  | OR     | aktualny    |
| 31 lipca   | Podnoszenie ciężarów          | waga do 81 kg mężczyzn                                              | Finał                | Zacarías Bonnat                       | Dominikana                  | 202 kg (podrzut) | OR     | nieaktualny |
| 31 lipca   | Podnoszenie ciężarów          | waga do 81 kg mężczyzn                                              | Finał                | Lü Xiaojun                            | Chiny                       | 204 kg (podrzut) | OR     | aktualny    |
| 31 lipca   | Podnoszenie ciężarów          | waga do 81 kg mężczyzn                                              | Finał                | Lü Xiaojun                            | Chiny                       | 367 kg (dwubój)  | OR     | nieaktualny |
| 31 lipca   | Podnoszenie ciężarów          | waga do 81 kg mężczyzn                                              | Finał                | Lü Xiaojun                            | Chiny                       | 374 kg (dwubój)  | OR     | aktualny    |
| 31 lipca   | Podnoszenie ciężarów          | waga do 96 kg mężczyzn                                              | Finał                | Fares Ibrahim                         | Katar                       | 225 kg (podrzut) | OR     | aktualny    |
| 31 lipca   | Podnoszenie ciężarów          | waga do 96 kg mężczyzn                                              | Finał                | Fares Ibrahim                         | Katar                       | 402 kg (dwubój)  | OR     | aktualny    |
| 31 lipca   | Pływanie                      | 100 m stylem motylkowym mężczyzn                                    | Finał                | Caeleb Dressel                        | Stany Zjednoczone           | 49,45            | WR     | aktualny    |
| 31 lipca   | Pływanie                      | 50 m stylem dowolnym kobiet                                         | Półfinał             | Emma McKeon                           | Australia                   | 24,00            | OR     | nieaktualny |
| 31 lipca   | Pływanie                      | sztafeta mieszana 4 × 100 m stylem zmiennym                         | Finał                | Wielka Brytania                       | Wielka Brytania             | 3:37,58          | WR     | aktualny    |
| 31 lipca   | Lekkoatletyka                 | sztafeta mieszana 4 × 400 m                                         | Finał                | Polska                                | Polska                      | 3:09,87          | OR     | aktualny    |
| 31 lipca   | Lekkoatletyka                 | bieg na 100 m kobiet                                                | Finał                | Elaine Thompson-Herah                 | Jamajka                     | 10,61            | OR     | aktualny    |
| 31 lipca   | Strzelectwo                   | trap mikst                                                          | Eliminacje           | Fátima Gálvez, Alberto Fernández      | Hiszpania                   | 148              | OR     | aktualny    |
| 31 lipca   | Strzelectwo                   | trap mikst                                                          | Eliminacje           | Alessandra Perilli, Gian Marco Berti  | San Marino                  | 148              | OR     | aktualny    |
| 31 lipca   | Strzelectwo                   | karabin małokalibrowy, trzy postawy, 50 m kobiet                    | Eliminacje           | Julija Zykowa                         | Rosyjski Komitet Olimpijski | 1182             | OR     | aktualny    |
| 31 lipca   | Strzelectwo                   | karabin małokalibrowy, trzy postawy, 50 m kobiet                    | Finał                | Nina Christen                         | Szwajcaria                  | 463,9            | OR     | aktualny    |
| 1 sierpnia | Pływanie                      | 4 × 100 m stylem zmiennym kobiet                                    | Finał                | Australia                             | Australia                   | 3:51,60          | OR     | aktualny    |
| 1 sierpnia | Pływanie                      | 4 × 100 m stylem zmiennym mężczyzn                                  | Finał                | Stany Zjednoczone                     | Stany Zjednoczone           | 3:26,78          | ,      | aktualny    |
| 1 sierpnia | Pływanie                      | 50 m stylem dowolnym kobiet                                         | Finał                | Emma McKeon                           | Australia                   | 23,81            | OR     | aktualny    |
| 1 sierpnia | Pływanie                      | 50 m stylem dowolnym mężczyzn                                       | Finał                | Caeleb Dressel                        | Stany Zjednoczone           | 21,07            | OR     | aktualny    |
| 1 sierpnia | Lekkoatletyka                 | bieg na 100 m przez płotki kobiet                                   | Półfinał             | Jasmine Camacho-Quinn                 | Portoryko                   | 12,26            | OR     | aktualny    |
| 1 sierpnia | Lekkoatletyka                 | trójskok kobiet                                                     | Finał                | Yulimar Rojas                         | Wenezuela                   | 15,67            | WR     | aktualny    |
| 2 sierpnia | Kolarstwo torowe              | wyścig drużynowy kobiet                                             | Eliminacje           | Niemcy                                | Niemcy                      | 4:07,307         | WR     | nieaktualny |
| 2 sierpnia | Kolarstwo torowe              | sprint drużynowy kobiet                                             | Pierwsza runda       | Bao Shanju, Zhong Tianshi             | Chiny                       | 31,804           | WR     | aktualny    |
| 2 sierpnia | Kolarstwo torowe              | wyścig drużynowy mężczyzn                                           | Eliminacje           | Dania                                 | Dania                       | 3:45,014         | OR     | aktualny    |
| 2 sierpnia | Podnoszenie ciężarów          | waga ponad 87 kg kobiet                                             | Finał                | Li Wenwen                             | Chiny                       | 140 kg (rwanie)  | OR     | aktualny    |
| 2 sierpnia | Podnoszenie ciężarów          | waga ponad 87 kg kobiet                                             | Finał                | Li Wenwen                             | Chiny                       | 173 kg (podrzut) | OR     | nieaktualny |
| 2 sierpnia | Podnoszenie ciężarów          | waga ponad 87 kg kobiet                                             | Finał                | Li Wenwen                             | Chiny                       | 180 kg (podrzut) | OR     | aktualny    |
| 2 sierpnia | Podnoszenie ciężarów          | waga ponad 87 kg kobiet                                             | Finał                | Li Wenwen                             | Chiny                       | 313 kg (dwubój)  | OR     | nieaktualny |
| 2 sierpnia | Podnoszenie ciężarów          | waga ponad 87 kg kobiet                                             | Finał                | Li Wenwen                             | Chiny                       | 320 kg (dwubój)  | OR     | aktualny    |
| 3 sierpnia | Lekkoatletyka                 | bieg na 400 m przez płotki mężczyzn                                 | Finał                | Karsten Warholm                       | Norwegia                    | 45,94            | WR     | aktualny    |
| 3 sierpnia | Kolarstwo torowe              | wyścig drużynowy kobiet                                             | Pierwsza runda       | Wielka Brytania                       | Wielka Brytania             | 4:06,748         | WR     | nieaktualny |
| 3 sierpnia | Kolarstwo torowe              | wyścig drużynowy kobiet                                             | Pierwsza runda       | Niemcy                                | Niemcy                      | 4:06,166         | WR     | nieaktualny |
| 3 sierpnia | Kolarstwo torowe              | wyścig drużynowy kobiet                                             | Finał                | Niemcy                                | Niemcy                      | 4:04,242         | WR     | aktualny    |
| 3 sierpnia | Kolarstwo torowe              | sprint drużynowy mężczyzn                                           | Eliminacje           | Australia                             | Australia                   | 42,371           | OR     | nieaktualny |
| 3 sierpnia | Kolarstwo torowe              | sprint drużynowy mężczyzn                                           | Eliminacje           | Holandia                              | Holandia                    | 42,134           | OR     | nieaktualny |
| 3 sierpnia | Kolarstwo torowe              | sprint drużynowy mężczyzn                                           | Pierwsza runda       | Australia                             | Australia                   | 42,103           | OR     | nieaktualny |
| 3 sierpnia | Kolarstwo torowe              | sprint drużynowy mężczyzn                                           | Pierwsza runda       | Wielka Brytania                       | Wielka Brytania             | 41,829           | OR     | nieaktualny |
| 3 sierpnia | Kolarstwo torowe              | sprint drużynowy mężczyzn                                           | Pierwsza runda       | Holandia                              | Holandia                    | 41,431           | OR     | nieaktualny |
| 3 sierpnia | Kolarstwo torowe              | sprint drużynowy mężczyzn                                           | Finał                | Holandia                              | Holandia                    | 41,369           | OR     | aktualny    |
| 3 sierpnia | Kolarstwo torowe              | wyścig drużynowy mężczyzn                                           | Pierwsza runda       | Australia                             | Australia                   | 3:44,902         | OR     | nieaktualny |
| 3 sierpnia | Kolarstwo torowe              | wyścig drużynowy mężczyzn                                           | Pierwsza runda       | Włochy                                | Włochy                      | 3:42,307         | WR     | nieaktualny |
| 3 sierpnia | Podnoszenie ciężarów          | waga do 109 kg mężczyzn                                             | Finał                | Simon Martirosyan                     | Armenia                     | 195 kg (rwanie)  | OR     | aktualny    |
| 3 sierpnia | Podnoszenie ciężarów          | waga do 109 kg mężczyzn                                             | Finał                | Akbar Djuraev                         | Uzbekistan                  | 420 kg (dwubój)  | OR     | nieaktualny |
| 3 sierpnia | Podnoszenie ciężarów          | waga do 109 kg mężczyzn                                             | Finał                | Simon Martirosyan                     | Armenia                     | 423 kg (dwubój)  | OR     | nieaktualny |
| 3 sierpnia | Podnoszenie ciężarów          | waga do 109 kg mężczyzn                                             | Finał                | Akbar Djuraev                         | Uzbekistan                  | 237 kg (podrzut) | OR     | aktualny    |
| 3 sierpnia | Podnoszenie ciężarów          | waga do 109 kg mężczyzn                                             | Finał                | Akbar Djuraev                         | Uzbekistan                  | 430 kg (dwubój)  | OR     | aktualny    |
| 3 sierpnia | Wspinaczka sportowa           | wspinaczka łączna mężczyzn – wspinaczka na szybkość                 | Kwalifikacje         | Bassa Mawem                           | Francja                     | 5,45             | OR     | aktualny    |
| 3 sierpnia | Kajakarstwo                   | K-1 200 m kobiet                                                    | Półfinał             | Lisa Carrington                       | Nowa Zelandia               | 38.127           | OR     | nieaktualny |
| 3 sierpnia | Kajakarstwo                   | K-1 200 m kobiet                                                    | Finał                | Lisa Carrington                       | Nowa Zelandia               | 38.120           | OR     | aktualny    |
| 3 sierpnia | Kajakarstwo                   | C-2 1000 m mężczyzn                                                 | Półfinał             | Liu Hao, Zheng Pengfei                | Chiny                       | 3:27.023         | OR     | nieaktualny |
| 3 sierpnia | Kajakarstwo                   | C-2 1000 m mężczyzn                                                 | Półfinał             | Sebastian Brendel, Tim Hecker         | Niemcy                      | 3:26.812         | OR     | nieaktualny |
| 3 sierpnia | Kajakarstwo                   | C-2 1000 m mężczyzn                                                 | Finał                | Serguey Torres, Fernando Jorge        | Kuba                        | 3:24.995         | OR     | aktualny    |
| 3 sierpnia | Kajakarstwo                   | K-1 1000 m mężczyzn                                                 | Półfinał             | Bálint Kopasz                         | Węgry                       | 3:24.558         | OR     | nieaktualny |
| 3 sierpnia | Kajakarstwo                   | K-1 1000 m mężczyzn                                                 | Półfinał             | Fernando Pimenta                      | Portugalia                  | 3:22.942         | OR     | nieaktualny |
| 3 sierpnia | Kajakarstwo                   | K-1 1000 m mężczyzn                                                 | Finał                | Bálint Kopasz                         | Węgry                       | 3:20.643         | OR     | aktualny    |
| 3 sierpnia | Kajakarstwo                   | K-2 500 m kobiet                                                    | Półfinał             | Danuta Kozák, Dóra Bodonyi            | Węgry                       | 1:37.912         | OR     | nieaktualny |
| 3 sierpnia | Kajakarstwo                   | K-2 500 m kobiet                                                    | Półfinał             | Lisa Carrington, Caitlin Regal        | Nowa Zelandia               | 1:36.724         | OR     | nieaktualny |
| 3 sierpnia | Kajakarstwo                   | K-2 500 m kobiet                                                    | Finał                | Lisa Carrington, Caitlin Regal        | Nowa Zelandia               | 1:35.785         | OR     | aktualny    |
| 4 sierpnia | Kajakarstwo                   | K-1 200 m mężczyzn                                                  | Eliminacje           | Petter Menning                        | Szwecja                     | 34.698           | OR     | nieaktualny |
| 4 sierpnia | Kajakarstwo                   | K-1 200 m mężczyzn                                                  | Eliminacje           | Kolos Csizmadia                       | Węgry                       | 34.442           | OR     | nieaktualny |
| 4 sierpnia | Kajakarstwo                   | K-1 200 m mężczyzn                                                  | Ćwierćfinał          | Liam Heath                            | Wielka Brytania             | 33.985           | OR     | aktualny    |
| 4 sierpnia | Kajakarstwo                   | C-1 200 m kobiet                                                    | Eliminacje           | Liudmyla Luzan                        | Ukraina                     | 45.571           | OR     | nieaktualny |
| 4 sierpnia | Kajakarstwo                   | C-1 200 m kobiet                                                    | Eliminacje           | Nevin Harrison                        | Stany Zjednoczone           | 44.938           | OR     | aktualny    |
| 4 sierpnia | Kajakarstwo                   | K-2 1000 m mężczyzn                                                 | Eliminacje           | Jean van der Westhuyzen, Thomas Green | Australia                   | 3:08.773         | OR     | aktualny    |
| 4 sierpnia | Lekkoatletyka                 | dziesięciobój mężczyzn – bieg na 100 m                              | Pierwsza runda       | Damian Warner                         | Kanada                      | 10,12            | ODB    | aktualny    |
| 4 sierpnia | Lekkoatletyka                 | dziesięciobój mężczyzn – skok w dal                                 | Druga runda          | Damian Warner                         | Kanada                      | 8,24 m           | ODB    | aktualny    |
| 4 sierpnia | Lekkoatletyka                 | bieg na 400 m przez płotki kobiet                                   | Finał                | Sydney McLaughlin                     | Stany Zjednoczone           | 51,46            | WR     | aktualny    |
| 4 sierpnia | Wspinaczka sportowa           | wspinaczka łączna kobiet – wspinaczka na szybkość                   | Eliminacje           | Aleksandra Mirosław                   | Polska                      | 6,97             | OR     | nieaktualny |
| 4 sierpnia | Kolarstwo torowe              | wyścig drużynowy mężczyzn                                           | Finał                | Włochy                                | Włochy                      | 3:42,032         | WR     | aktualny    |
| 4 sierpnia | Kolarstwo torowe              | sprint mężczyzn                                                     | Eliminacje           | Jeffrey Hoogland                      | Holandia                    | 9,215            | OR     | aktualny    |
| 4 sierpnia | Podnoszenie ciężarów          | waga ponad 109 kg mężczyzn                                          | Finał                | Lasha Talakhadze                      | Gruzja                      | 208 kg (rwanie)  | OR     | nieaktualny |
| 4 sierpnia | Podnoszenie ciężarów          | waga ponad 109 kg mężczyzn                                          | Finał                | Lasha Talakhadze                      | Gruzja                      | 215 kg (rwanie)  | OR     | nieaktualny |
| 4 sierpnia | Podnoszenie ciężarów          | waga ponad 109 kg mężczyzn                                          | Finał                | Lasha Talakhadze                      | Gruzja                      | 223 kg (rwanie)  | WR     | aktualny    |
| 4 sierpnia | Podnoszenie ciężarów          | waga ponad 109 kg mężczyzn                                          | Finał                | Lasha Talakhadze                      | Gruzja                      | 468 kg (dwubój)  | OR     | nieaktualny |
| 4 sierpnia | Podnoszenie ciężarów          | waga ponad 109 kg mężczyzn                                          | Finał                | Lasha Talakhadze                      | Gruzja                      | 255 kg (podrzut) | OR     | nieaktualny |
| 4 sierpnia | Podnoszenie ciężarów          | waga ponad 109 kg mężczyzn                                          | Finał                | Lasha Talakhadze                      | Gruzja                      | 478 kg (dwubój)  | OR     | nieaktualny |
| 4 sierpnia | Podnoszenie ciężarów          | waga ponad 109 kg mężczyzn                                          | Finał                | Lasha Talakhadze                      | Gruzja                      | 265 kg (podrzut) | WR     | aktualny    |
| 4 sierpnia | Podnoszenie ciężarów          | waga ponad 109 kg mężczyzn                                          | Finał                | Lasha Talakhadze                      | Gruzja                      | 488 kg (dwubój)  | WR     | aktualny    |
| 5 sierpnia | Lekkoatletyka                 | dziesięciobój mężczyzn – bieg na 110 metrów przez płotki            | Szósta runda         | Damian Warner                         | Kanada                      | 13,46            | ODB    | aktualny    |
| 5 sierpnia | Lekkoatletyka                 | pchnięcie kulą mężczyzn                                             | Finał                | Ryan Crouser                          | Stany Zjednoczone           | 23,30 m          | OR     | aktualny    |
| 5 sierpnia | Lekkoatletyka                 | bieg na 1500 m mężczyzn                                             | Półfinał             | Abel Kipsang                          | Kenia                       | 3:31,65          | OR     | aktualny    |
| 6 sierpnia | Lekkoatletyka                 | bieg na 1500 m kobiet                                               | Finał                | Faith Kipyegon                        | Kenia                       | 3:53.11          | OR     | aktualny    |
| 6 sierpnia | Wspinaczka sportowa           | wspinaczka łączna kobiet – wspinaczka na szybkość                   | Finał                | Aleksandra Mirosław                   | Polska                      | 6,84             | WR     | nieaktualny |
| 6 sierpnia | Kolarstwo torowe              | sprint kobiet                                                       | Eliminacje           | Lea Friedrich                         | Niemcy                      | 10.310           | OR     | aktualny    |
| 6 sierpnia | pięciobój nowoczesny kobiet   | pięciobój nowoczesny – kobiety – pływanie (200 m stylem dowolnym)   | Pierwsza runda       | Gulnaz Gubaydullina                   | Rosyjski Komitet Olimpijski | 2:07.31          | OR     | aktualny    |
| 6 sierpnia | pięciobój nowoczesny kobiet   | pięciobój nowoczesny – kobiety – szermierka szpadą (runda bonusowa) | Druga runda          | Annika Schleu                         | Niemcy                      | 274 pts          | OR     | aktualny    |
| 6 sierpnia | pięciobój nowoczesny kobiet   | pięciobój nowoczesny – kobiety – bieg przełajowy + strzelanie       | Trzecia runda        | Laura Asadauskaitė                    | Litwa                       | 11:38.37         | OR     | aktualny    |
| 6 sierpnia | pięciobój nowoczesny kobiet   | pięciobój nowoczesny – kobiety                                      | Finał                | Kate French                           | Wielka Brytania             | 1385 pts         | OR     | aktualny    |
| 6 sierpnia | Kajakarstwo                   | C-2 500 m kobiet                                                    | Eliminacje           | Chiny                                 | Chiny                       | 1:57.870         | OR     | nieaktualny |
| 6 sierpnia | Kajakarstwo                   | K-4 500 m mężczyzn                                                  | Eliminacje           | Niemcy                                | Niemcy                      | 1:21.890         | OR     | nieaktualny |
| 6 sierpnia | Kajakarstwo                   | K-4 500 m mężczyzn                                                  | Eliminacje           | Hiszpania                             | Hiszpania                   | 1:21.658         | OR     | aktualny    |
| 7 sierpnia | Kajakarstwo                   | C-2 500 m kobiet                                                    | Finał                | Xu Shixiao, Sun Mengya                | Chiny                       | 1:55.495         | OR     | aktualny    |
| 7 sierpnia | Lekkoatletyka                 | bieg na 1500 m mężczyzn                                             | Finał                | Jakob Ingebrigtsen                    | Norwegia                    | 3:28.32          | OR     | aktualny    |
| 7 sierpnia | pięciobój nowoczesny mężczyzn | pięciobój nowoczesny – mężczyźni – pływanie (200 m stylem dowolnym) | Pierwsza runda       | Amro El Geziry                        | Stany Zjednoczone           | 1:52.96          | OR     | aktualny    |
| 7 sierpnia | pięciobój nowoczesny mężczyzn | pięciobój nowoczesny – mężczyźni – bieg przełajowy + strzelanie     | Druga runda          | Martin Vlach                          | Czechy                      | 10:30.13         | OR     | aktualny    |
| 7 sierpnia | pięciobój nowoczesny mężczyzn | pięciobój nowoczesny – mężczyźni                                    | Finał                | Joe Choong                            | Wielka Brytania             | 1482 pts         | OR     | aktualny    |

## Nadawcy radiowi i telewizyjni
Prawa do pokazywania zawodów otrzymały do tej pory (11 lipca 2021) następujące stacje telewizyjne i radiowe:

- Afganistan – ATN(inne języki)
- Albania – Eurosport; RTSH[37]
- Algieria – beIN Sports
- Andora – Eurosport; RTVA[37]
- Angola – Supersport; TV5 Monde; RFI (radio)
- Anguilla – Sportsmax
- Antigua i Barbuda – Sportsmax; CNS Antigua
- Arabia Saudyjska – beIN SPORTS
- Argentyna – Claro Sports; TV Publica; TYC
- Armenia – Eurosport; ARMTV[37]
- Australia – Seven Network; SEN (radio)
- Austria – Eurosport; ORF[37]
- Azerbejdżan – Eurosport; AzTV[37]
- Bahamy – Sportsmax
- Bahrajn – beIN Sports
- Bangladesz – Sony Pictures Network India; BTV Bangladesh
- Barbados – Sportsmax
- Belgia – Eurosport; RTBF; VRT[37]
- Belize – Sportsmax
- Benin – Supersport; ORTB; TV5 Monde; RFI (radio)
- Bermudy – Sportsmax
- Bhutan – Sony Pictures Network India; BBS Bhutan
- Białoruś – Eurosport; BNSB (BNT)[37]
- Boliwia – Claro; Red Bolivisión; RQP (radio)
- Bonaire, Sint Eustatius i Saba – Eurosport; NOS
- Botswana – Supersport; BTV; TV5 Monde; RFI (radio)
- Bośnia i Hercegowina – Eurosport; BHRT[37]
- Brazylia – TV Globo; Bandsports; Radio Band (radio); Radio Gaucha (radio)
- Brunei – RTB; beIN Sports Asia
- Brytyjskie Wyspy Dziewicze – Sportsmax
- Burkina Faso – Supersport; RTB; TV5 Monde; RFI (radio)
- Burundi – Supersport; TV5 Monde; RFI (radio)
- Bułgaria – Eurosport; BNT[37]
- Chile – Claro; TVN Chile
- Chiny – CCTV; Migu; Kuaishou; Tencent
- Chińskie Tajpej – ELTA; CHT; EBC; PTS
- Chorwacja – Eurosport; HRT[37]
- Cypr – Eurosport; RIK[37]
- Czad – beIN SPORTS; Supersport; TV5 Monde
- Czarnogóra – Eurosport; RTCG[37]
- Czechy – Eurosport; Czech TV[37]
- Dania – Eurosport; DR[37]
- Demokratyczna Republika Konga – Supersport; TV5 Monde; RTNC; RFI (radio)
- Dominikana – Claro; Antena 7
- Dominika – Sportsmax
- Dżibuti – beIN SPORTS; TV5 Monde
- Egipt – beIN SPORTS
- Ekwador – Claro; RTS; TVC
- Erytrea – Supersport; TV5 Monde; RFI (radio)
- Estonia – Eurosport; Eesti Meedia; ERR[37]
- Eswatini – Supersport; TV5 Monde; RFI (radio)
- Etiopia – Supersport; TV5 Monde; RFI (radio)
- Fidżi – TVWAN
- Filipiny – Cignal TV; beIN Sports Asia
- Finlandia – Eurosport; YLE[37]
- Francja – France Télévisions; Eurosport[37][38]
- Gabon – Supersport; TV5 Monde; Gabon TV; RFI (radio)
- Gambia – Supersport; TV5 Monde; RFI (radio)
- Ghana – Supersport; TV5 Monde; GTV Sports +; RFI (radio)
- Gibraltar – Eurosport
- Grecja – Eurosport; ERT[37]
- Grenada – Sportsmax
- Gruzja – Eurosport; GPB[37]
- Guam – NBC
- Gujana Francuska – France Télévisions; Sportsmax
- Gujana – Sportsmax
- Gwadelupa – France Télévisions
- Gwatemala – Claro; Televisión Guatemalteca
- Gwinea Bissau – Supersport; TV5 Monde; RFI (radio)
- Gwinea Równikowa – Supersport; TV5 Monde; RFI (radio)
- Gwinea – Supersport; CIS TV; TV5 Monde; RTG; RFI (radio)
- Haiti – Sportsmax
- Hiszpania – Eurosport; TVE; Onda Cero (radio); Radio Marca (radio); Cadena Ser (radio); Cope (radio)[37]
- Holandia – Eurosport; NOS[37]
- Honduras – Claro; VTV; Accion Radio
- Hongkong – TVB; Hong Kong Open TV; i-Cable; PCCW; Viu TV; DAZN
- Indie – Sony Pictures Network India; Doordarshan; All India Radio
- Indonezja – TVRI; PT Entertainment Grup
- Irak – beIN SPORTS
- Iran – IRIB
- Irlandia – Eurosport; RTÉ[37]
- Islandia – Eurosport; RÚV[37]
- Izrael – Eurosport; The Sports Channel
- Jamajka – Sportsmax; TVJ; Nationwide News Network
- Japonia – NHK; Fuji TV; Nippon TV; TBS; TV Asahi; TV Tokyo; J:COM; The GREEN Channel
- Jemen – beIN SPORTS
- Jordania – beIN SPORTS
- Kajmany – Sportsmax
- Kambodża – Hang Meas; beIN Sports Asia
- Kamerun – Supersport; TV5 Monde; RFI (radio)
- Kanada – CBC/Radio Canada; Bell Media (TSN i RDS); Rogers Media (Sportsnet); Telelatino Network; TSN Radio (radio)
- Katar – beIN SPORTS
- Kenia – Supersport; KTN; TV5 Monde; RFI (radio)
- Kirgistan – AKNET; KTRK
- Kiribati – TVWAN; Wave TV
- Kolumbia – Claro; Caracol
- Komory – Supersport; TV5 Monde; RFI (radio)
- Kongo – Supersport; TV5 Monde; RFI (radio)
- Korea Południowa – SBS; KBS; MBC; Naver; SBS Radio (radio)[38][39]
- Kosowo – Eurosport; RTK[37]
- Kostaryka – Claro; Repretel
- Kuba – ICRT
- Kuwejt – beIN SPORTS
- Laos – beIN SPORTS Asia
- Lesotho – Supersport; TV5 Monde; RFI (radio)
- Liban – beIN SPORTS
- Liberia – Supersport; TV5 Monde; RFI (radio)
- Libia – beIN SPORTS
- Liechtenstein – Eurosport; SRG[37]
- Litwa – Eurosport; LOF (TV 3)[37]
- Łotwa – Eurosport; LTV[37]
- Luksemburg – Eurosport; RTL[37]
- Macedonia Północna – Eurosport; MKRTV[37]
- Madagaskar – Supersport; TV5 Monde; RFI (radio)
- Makau – CCTV
- Malawi – Supersport; MBC; TV5 Monde; RFI (radio)
- Malediwy – Sony Pictures Networks India; PSM Maldives
- Malezja – Astro; RTM; Telekom Malaysia; beIN SPORTS Asia
- Mali – Supersport; ORTM; TV5 Monde; RFI (radio)
- Malta – Eurosport[37]
- Maroko – beIN SPORTS
- Martynika – France Télévisions; Sportsmax
- Mauretania – beIN SPORTS
- Mauritius – Supersport; MBC; TV5 Monde; RFI (radio)
- Meksyk – Claro; Imagen; Televisa; TV Azteca
- Mikronezja – TVWAN
- Mongolia – C1; Edutainment TV; ETV; Eagle TV; MNB; NTV; SBN; Star TV; TM TV; TV9; TV5; TV8; UBS; VTV
- Montserrat – Sportsmax
- Mozambik – Supersport; TV5 Monde; RFI (radio)
- Mołdawia – Eurosport; TVR Moldova[37]
- Namibia – Supersport; NBC; TV5 Monde; RFI (radio)
- Nepal – Sony Pictures Network India; NTV / NTV Plus
- Niemcy – Eurosport; ARD; ZDF[37]
- Nigeria – Supersport; Integral / NTA; TV5 Monde; RFI (radio)
- Niger – Supersport; TV5 Monde; RFI (radio)
- Nikaragua – Claro; Ratensa
- Niue – TVWAN; Niue Broadcasting
- Norwegia – Eurosport; VG; NRK (radio); P4 Radio (radio)[37]
- Nowa Zelandia – Sky Sports; TVNZ; NZME (radio)
- Oman – beIN SPORTS
- Pakistan – Sony Pictures Network India; PTV
- Palau – TVWAN
- Palestyna – beIN SPORTS
- Panama – Claro
- Papua-Nowa Gwinea – EM TV
- Paragwaj – Claro; SNT
- Peru – Claro; ATV
- Polska – Eurosport[40]; TVP; Polskie Radio (radio)[37][41]
- Portoryko – NBC
- Portugalia – Eurosport; RTP[37]
- Południowa Afryka – SABC; Supersport
- Republika Zielonego Przylądka – Supersport; TV5 Monde; RTC; RFI (radio)
- Republika Środkowoafrykańska – Supersport; TV5 Monde; RFI (radio)
- Rosja – Telesport; Rossija 1; Pierwyj kanał; Match TV
- Rumunia – Eurosport; TVR[37]
- Rwanda – Supersport; TV5 Monde; RFI (radio)
- Saint Kitts i Nevis – Sportsmax
- Saint Lucia – Sportsmax
- Saint Vincent i Grenadyny – Sportsmax
- Salwador – Claro; Red Salvadoreña De Medios
- Samoa Amerykańskie – NBC; Telemundo Deportes(inne języki)
- Samoa – TVWAN; TV1 Samoa Broadcasting
- San Marino – Eurosport; RAI[37]
- Senegal – Supersport; TV5 Monde; RFI (radio)
- Serbia – Eurosport; RTS[37]
- Seszele – Supersport; TV5 Monde; SBC; RFI (radio)
- Sierra Leone – Supersport; TV5 Monde; RFI (radio)
- Singapur – Mediacorp; beIN Sports Asia; ESPN; Singtel; Starhub
- Somalia – beIN SPORTS
- Sri Lanka – Sony Pictures Network India; Rupavahini / Channel Eye
- Stany Zjednoczone – NBC[42]
- Sudan Południowy – beIN SPORTS
- Sudan – beIN SPORTS
- Surinam – Sportsmax
- Syria – beIN SPORTS
- Szwajcaria – Eurosport; SRG SSR[37]
- Szwecja – Eurosport; Aftonbladet[37]
- Słowacja – Eurosport; RTVS[37]
- Słowenia – Eurosport; RTVSlo[37]
- Tadżykistan – TV Varzish
- Tajlandia – Plan B; Amarin Television; AIS; Bangkok Broadcasting and TV; Bangcock Media and Broadcasting; BEC Multimedia; beIN SPORTS Asia; DN; GMM Channel; MCOT PUBLIC; Mono Broadcasting; NBT; NBC Next Vision; One 31; PPTV; Royal Thai Army Radio and Television; RS Television; Standard; Thai Broadcasting Co.; Thai News Network; Thai PBS; Thairath TV; T Sports; True4U; VGI
- Tanzania – Supersport; TV5 Monde; UTZ; ZBC2; RFI (radio)
- Timor Wschodni – RTTL
- Togo – Supersport; TV5 Monde; RFI (radio)
- Tonga – TVWAN; Digicel Tonga
- Trynidad i Tobago – Sportsmax; CNC3
- Tunezja – beIN SPORTS
- Turcja – Eurosport; TRT[37]
- Turks i Caicos – Sportsmax
- Tuvalu – TVWAN
- Uganda – Supersport; TV5 Monde; RFI (radio)
- Ukraina – Eurosport; NSTU[37]
- Urugwaj – Claro Sports; Canal 5; TYC
- Uzbekistan – MTRK
- Vanuatu – TVWAN
- Wenezuela – Claro
- Wielka Brytania – BBC; Eurosport[37][43]
- Wybrzeże Kości Słoniowej – Supersport; RTI; TV5 Monde; RTI (radio)
- Wyspa Świętej Heleny, Wyspa Wniebowstąpienia i Tristan da Cunha – SuperSport; RFI (radio)
- Wyspy Cooka – TVWAN; Cook Island Elijah Communications
- Wyspy Salomona – TVWAN; Solomons Telikom
- Wyspy Świętego Tomasza i Książęca – Supersport; TV5 Monde; RFI (radio)
- Węgry – Eurosport[37]
- Włochy – Eurosport; RAI; RTI; TIM Mobile[37]
- Zambia – Supersport; MUVI TV; TV5 Monde; RFI (radio)
- Zimbabwe – Supersport; TV5 Monde; RFI (radio)
- Zjednoczone Emiraty Arabskie – beIN SPORTS

Kraje uczestniczące, w których żaden nadawca nie otrzymał praw do transmisji zawodów:

- Aruba
- Kazachstan
- Mjanma
- Monako
- Nauru
- Turkmenistan
- Wietnam
- Wyspy Dziewicze Stanów Zjednoczonych
- Wyspy Marshalla